# Lijst van personen overleden in 1957
Dit is een lijst van personen die zijn overleden in 1957.

## Januari

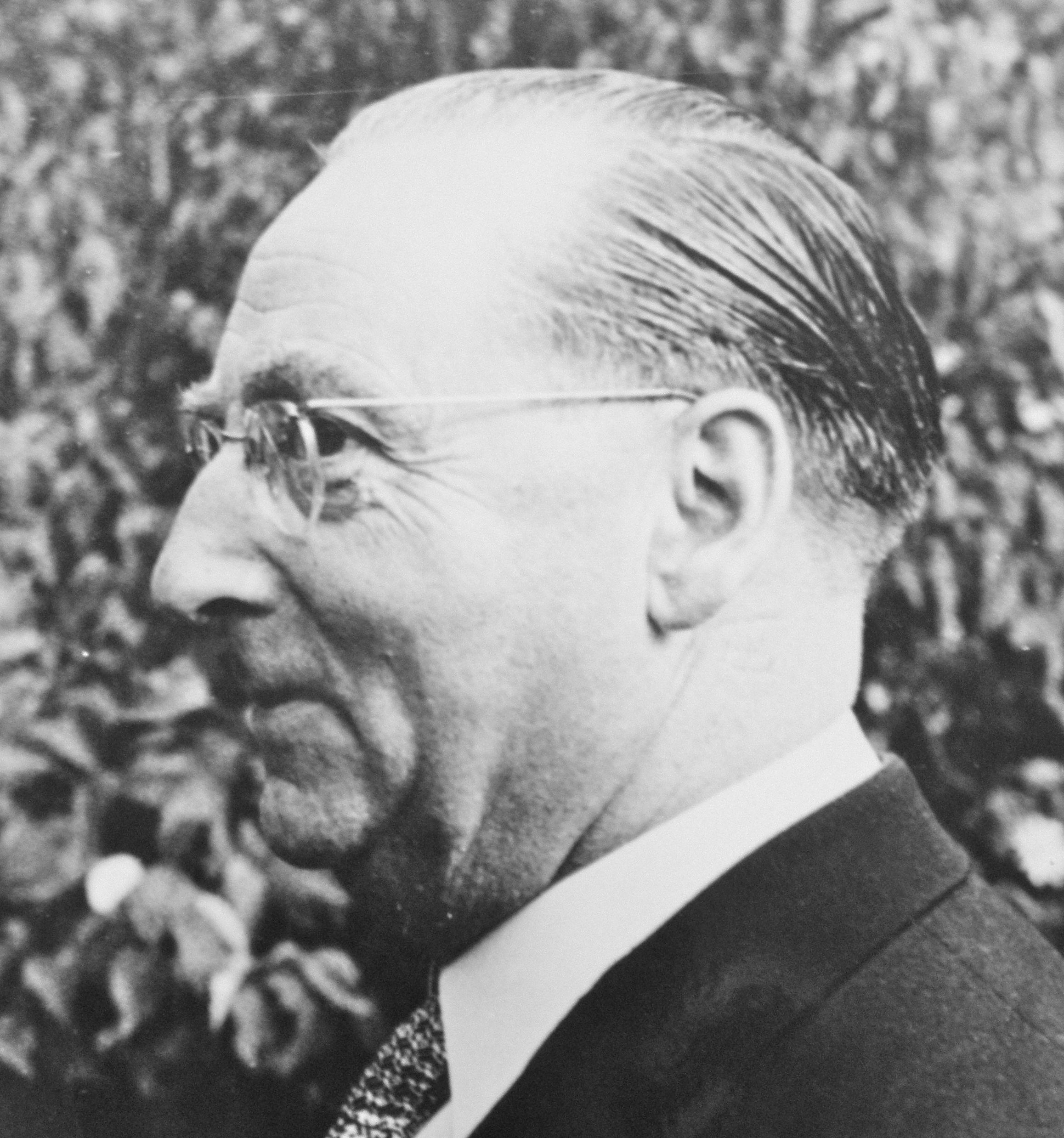
Frans van der Togt
3 januari

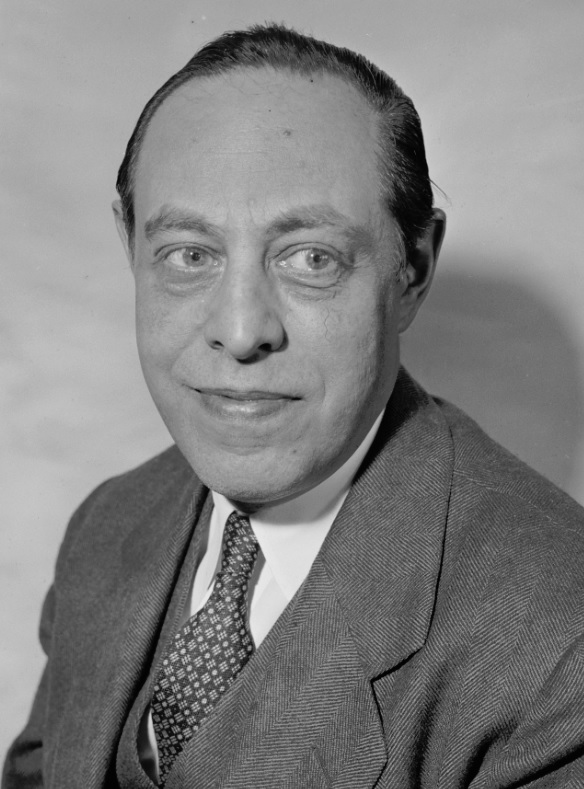
Jerome Frank
13 januari

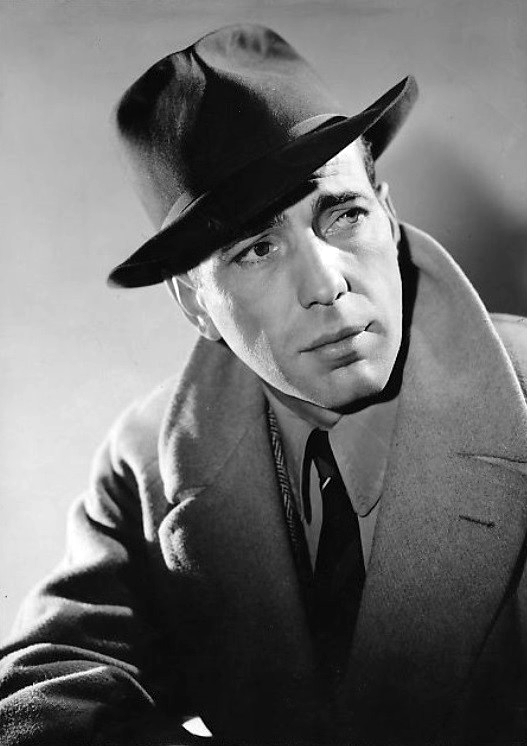
Humphrey Bogart
14 januari

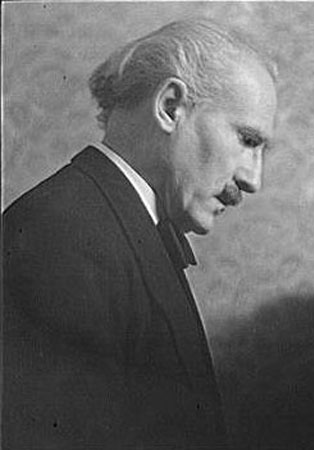
Arturo Toscanini
16 januari

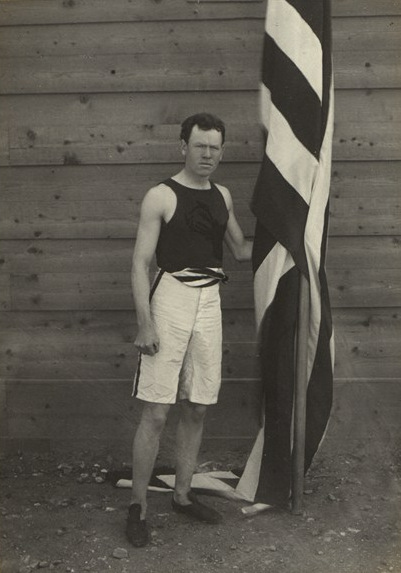
James Connolly
20 januari

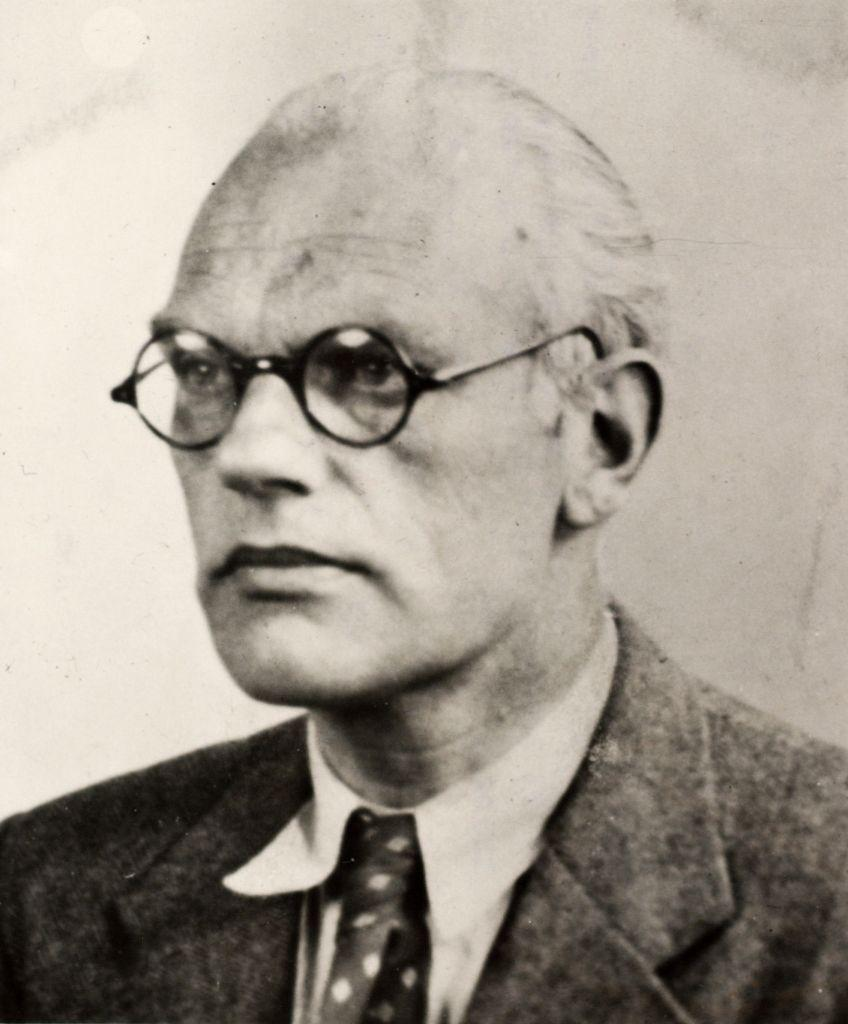
Derk Spitzen
26 januari

| 1 | 2 | 3 | 4 | 5 | 6 | 7 | 8 | 9 | 10 | 11 | 12 | 13 | 14 | 15 | 16 | 17 | 18 | 19 | 20 | 21 | 22 | 23 | 24 | 25 | 26 | 27 | 28 | 29 | 30 | 31 |
| - | - | - | - | - | - | - | - | - | -- | -- | -- | -- | -- | -- | -- | -- | -- | -- | -- | -- | -- | -- | -- | -- | -- | -- | -- | -- | -- | -- |

### 1 januari
- Joseph Bondas (75), Belgisch politicus

### 2 januari
- Gustave Fiévet (64), Belgisch politicus
- Hassan Hassanein (40), Egyptisch golfspeler

### 3 januari
- Frans van der Togt (66), Nederlands architect

### 4 januari
- Theodor Körner (83), president van Oostenrijk

### 5 januari
- Jerome Steever (76), Amerikaans waterpolospeler

### 6 januari
- Emile Sevrin (91), Belgisch politicus
- Jan Smorenburg (56), Nederlands collaborateur

### 7 januari
- Jože Plečnik (84), Sloveens architect

### 8 januari
- Josef Skupa (64), Tsjechisch poppenspeler

### 10 januari
- Gabriela Mistral (67), Chileens dichteres

### 11 januari
- Edgard Tytgat (77), Belgisch kunstschilder
- Reg Whitcombe (58), Brits golfspeler

### 12 januari
- Ken Wharton (40), Brits autocoureur

### 13 januari
- Jerome Frank (67), Amerikaans filosoof
- Narcisse Struvay (59), Belgisch politicus

### 14 januari
- Humphrey Bogart (57), Amerikaans acteur

### 15 januari
- Piet Gerrits (78), Nederlands beeldhouwer
- Eugène van Nispen tot Sevenaer (61), Nederlands kunsthistoricus

### 16 januari
- Alexander van Teck (82), lid Britse koningshuis
- Arturo Toscanini (89), Italiaans dirigent

### 18 januari
- Álvaro Gestido (49), Uruguayaans voetballer
- Tomitaro Makino (94), Japans botanicus

### 19 januari
- Henri Denis (79), Belgisch militair en politicus

### 22 januari
- Claire Waldoff (72), Duitse zangeres

### 20 januari
- Dudley Benjafield (69), Brits autocoureur
- James Connolly (88), Amerikaans atleet

### 24 januari
- Hans Lindman (72), Zweeds voetballer

### 25 januari
- Frans Maria Luitpold van Beieren (81), lid Duitse adel
- Jan Herman van Heek (83), Nederlands ondernemer
- Dirk Laurens de Koe (88), Nederlands burgemeester

### 26 januari
- Heinrich Cerfontaine (64), Duits ondernemer
- José Linhares (70), president van Brazilië
- Derk Spitzen (60), Nederlands politicus

### 31 januari
- Christian Hülsmeyer (75), Duits wetenschapper

## Februari

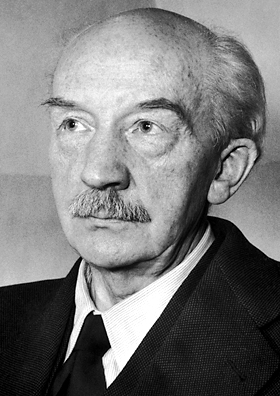
Walther Bothe
8 februari

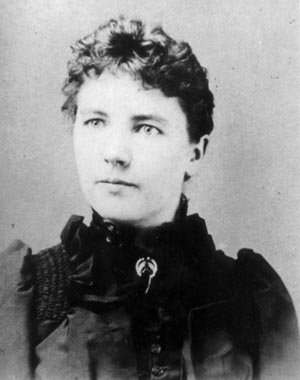
Laura Ingalls Wilder
10 februari

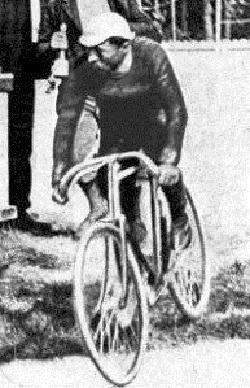
Maurice Garin
19 februari

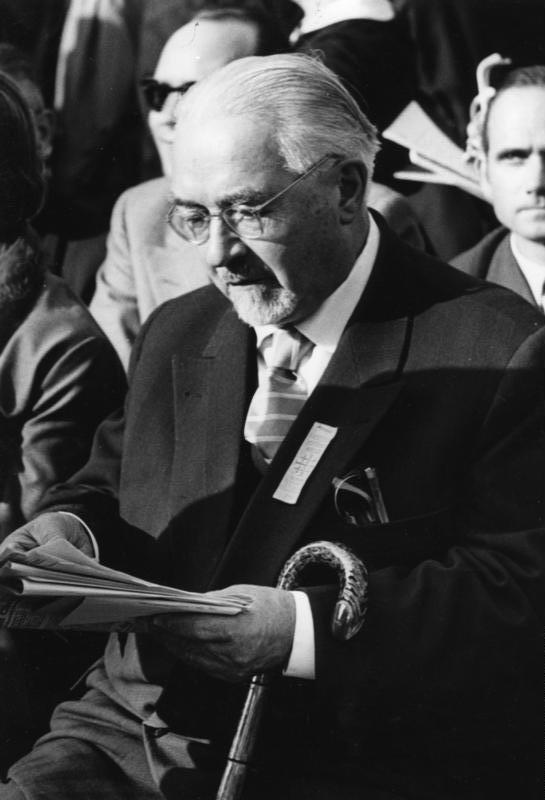
Otto Nuschke
27 februari

| 1 | 2 | 3 | 4 | 5 | 6 | 7 | 8 | 9 | 10 | 11 | 12 | 13 | 14 | 15 | 16 | 17 | 18 | 19 | 20 | 21 | 22 | 23 | 24 | 25 | 26 | 27 | 28 |
| - | - | - | - | - | - | - | - | - | -- | -- | -- | -- | -- | -- | -- | -- | -- | -- | -- | -- | -- | -- | -- | -- | -- | -- | -- |

### 1 februari
- Friedrich Paulus (66), Duits veldmaarschalk

### 2 februari
- Valery Larbaud (75), Frans dichter en schrijver
- Julia Morgan (85), Amerikaans architecte

### 8 februari
- Walther Bothe (66), Duits natuurkundige
- John von Neumann (53), Hongaars-Amerikaans natuurkundige
- Josephus Steps (58), Belgisch politicus

### 9 februari
- Miklós Horthy (88), Hongaars politicus

### 10 februari
- Laura Ingalls Wilder (90), Amerikaans schrijfster

### 11 februari
- Gwen Raverat (71), Brits kunstschilderes

### 12 februari
- Johannes Anker Larsen (82), Deens acteur en schrijver

### 16 februari
- Józef Hofmann (81), Pools-Amerikaans pianist en componist
- John Sealy Townsend (88), Iers natuurkundige

### 18 februari
- Henry Norris Russell (79), Amerikaans astronoom

### 19 februari
- Maurice Garin (85), Frans wielrenner
- Percy Hobart (71), Brits militair

### 20 februari
- Rosalia Spoto (109), oudste persoon ter wereld

### 21 februari
- Willem Frederik Donath (67), Nederlands fysioloog
- Emma Morel (73), Nederlands actrice
- Max Prantl (44), Oostenrijks dichter en kunstschilder

### 23 februari
- Jaime Texidor Dalmau (72), Spaans componist

### 25 februari
- Mark Aldanov (70), Russisch schrijver
- Bugs Moran (63), Amerikaans gangster

### 26 februari
- André de Jong (60), Nederlands ondernemer
- Daniel Leyniers (75), Belgisch politicus

### 27 februari
- Otto Nuschke (74), Duits politicus

## Maart

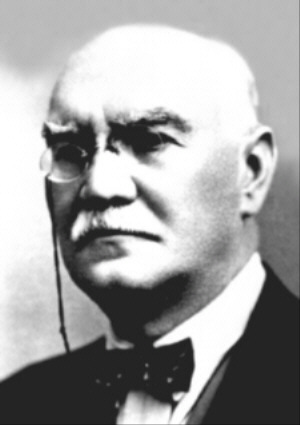
Constantin Rădulescu-Motru
6 maart

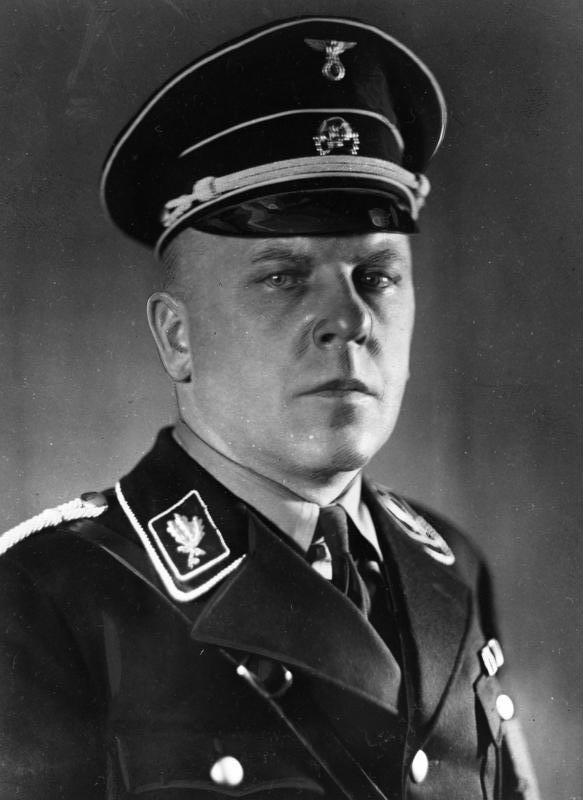
Max Amann
10 maart

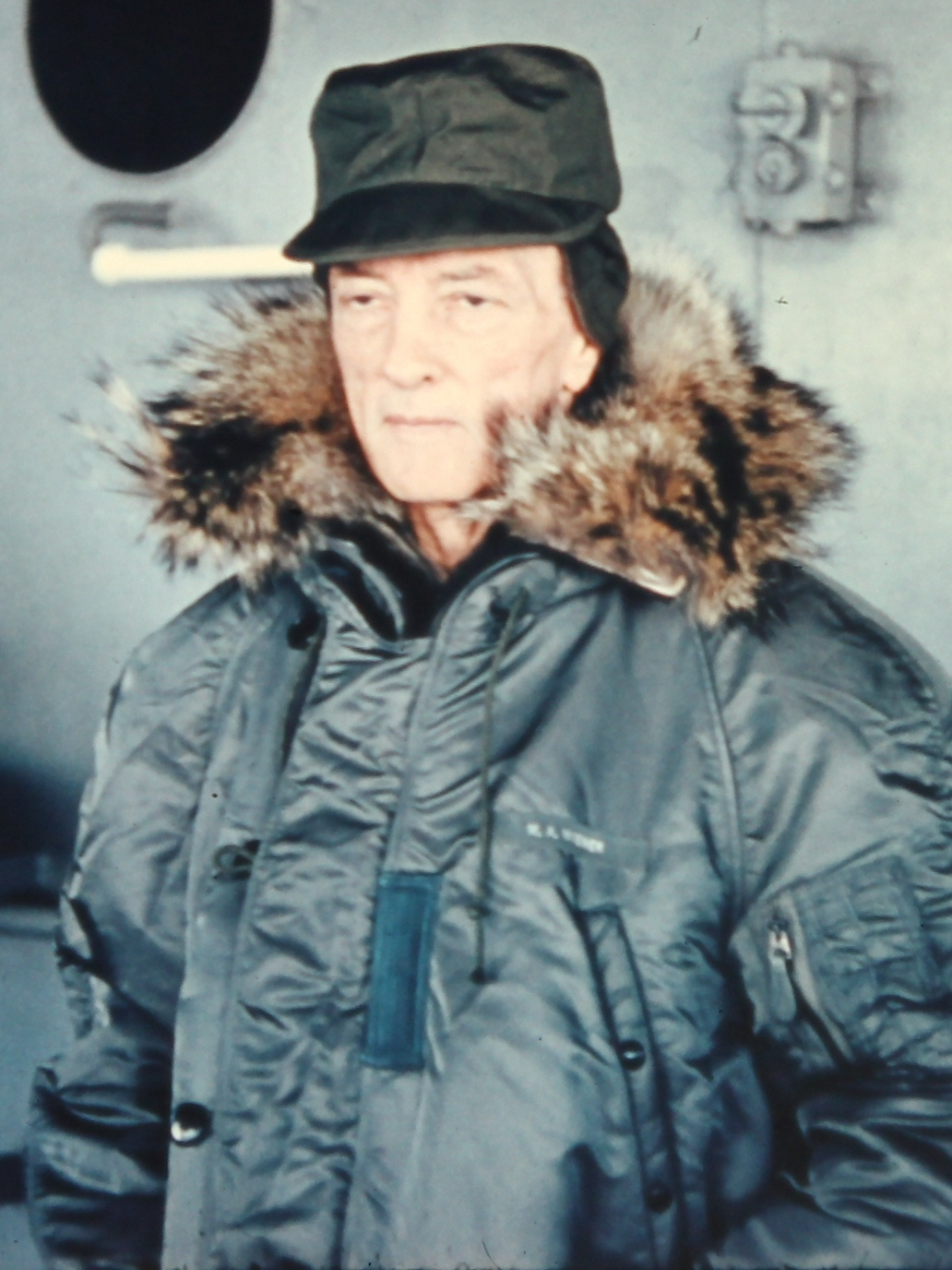
Richard E. Byrd
11 maart

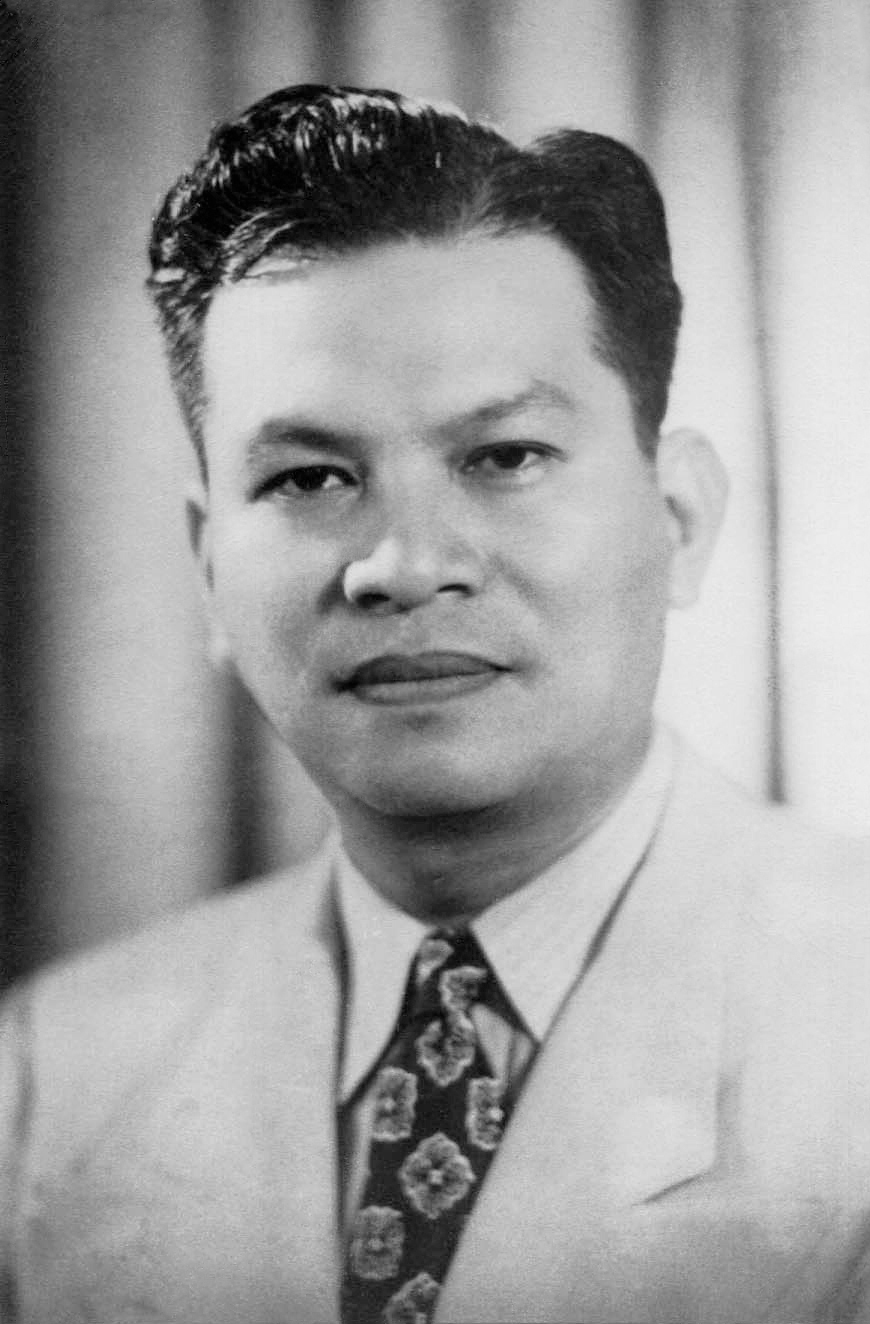
Ramon Magsaysay
17 maart

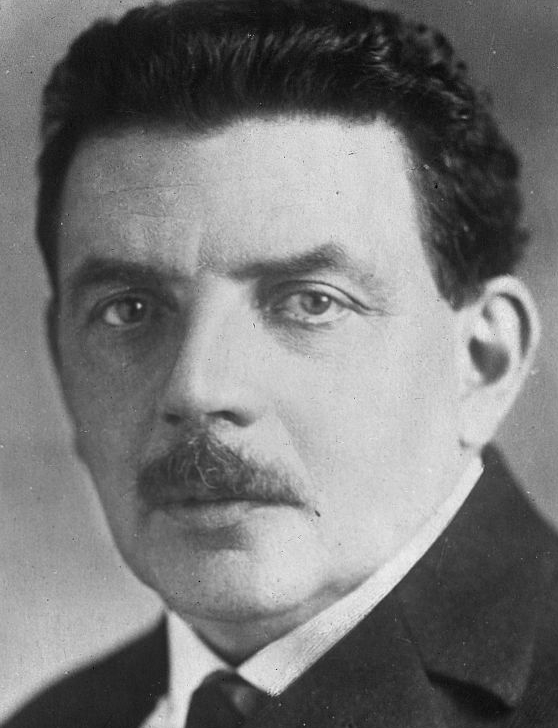
Édouard Herriot
26 maart

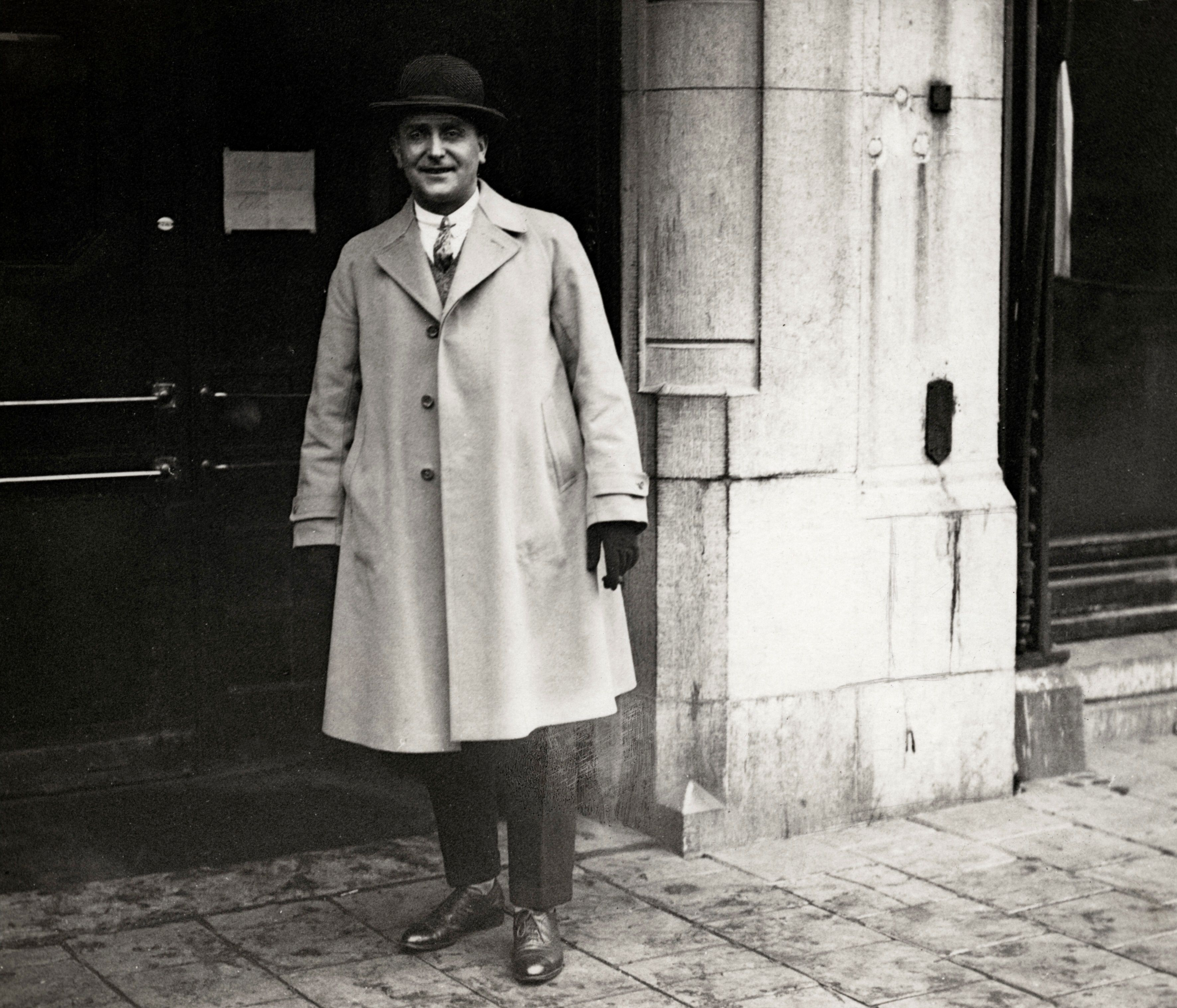
Kees Pruis
28 maart

| 1 | 2 | 3 | 4 | 5 | 6 | 7 | 8 | 9 | 10 | 11 | 12 | 13 | 14 | 15 | 16 | 17 | 18 | 19 | 20 | 21 | 22 | 23 | 24 | 25 | 26 | 27 | 28 | 29 | 30 | 31 |
| - | - | - | - | - | - | - | - | - | -- | -- | -- | -- | -- | -- | -- | -- | -- | -- | -- | -- | -- | -- | -- | -- | -- | -- | -- | -- | -- | -- |

### 4 maart
- Joe Craig (59), Brits motorcoureur
- Caroline van Dommelen (82), Nederlands actrice en schrijfster
- Elisabeth Marie Auguste van Beieren (83), lid Duitse adel

### 6 maart
- Constantin Rădulescu-Motru (89), Roemeens psycholoog en filosoof

### 7 maart
- Wyndham Lewis (74), Brits schrijver en kunstschilder

### 8 maart
- Hendrik Anton Cornelis Fabius (78), Nederlands militair
- Othmar Schoeck (70), Zwitsers componist en dirigent
- Elsa Woutersen-van Doesburgh (81), Nederlands kunstenares

### 10 maart
- Max Amann (65), Duits politicus en uitgever

### 11 maart
- Richard E. Byrd (68), Amerikaans ontdekkingsreiziger
- Cécile Cauterman (74), Belgisch kunstschilder
- Kees ten Hagen (52), Nederlands politicus

### 12 maart
- Everhard van Beijnum (63), Nederlands muziekpedagoog
- John Middleton Murry (67), Brits schrijver

### 13 maart
- Rommert Casimir (79), Nederlands pedagoog

### 14 maart
- Eugenio Castellotti (26), Italiaans autocoureur
- Nicolaas Havenga (74), Zuid-Afrikaans politicus
- John William Julian (89), Engels voetballer en voetbalcoach
- Nikolaj Telesjov (89), Russisch dichter

### 15 maart
- Fernand Deschamps (88), Belgisch filosoof
- Ernst Nobs (70), Zwitsers politicus

### 16 maart
- Constantin Brâncuși (81), Roemeens beeldhouwer

### 17 maart
- Omgekomen bij de vliegramp op Cebu:
  - Tomas Cabili (54), Filipijns politicus
  - Gregorio Hernandez jr. (43), Filipijns politicus
  - Ramon Magsaysay (49), president van de Filipijnen

### 18 maart
- Jean Maes (83), Belgisch politicus

### 21 maart
- Otto Reiser (72), Duits voetballer

### 26 maart
- Richard Bruynoghe (75), Belgisch bacterioloog
- Édouard Herriot (84), Frans politicus
- Max Ophüls (57), Duits-Frans filmregisseur

### 28 maart
- Hendrik Cool (51), Nederlands burgemeester
- Kees Pruis (68), Nederlands cabaretier en zanger
- Gheorghe Tătărescu (70), Roemeens politicus
- Jack Butler Yeats (85), Iers kunstenaar

### 29 maart
- Esteban Baca Calderón (80), Mexicaans militair en politicus

## April

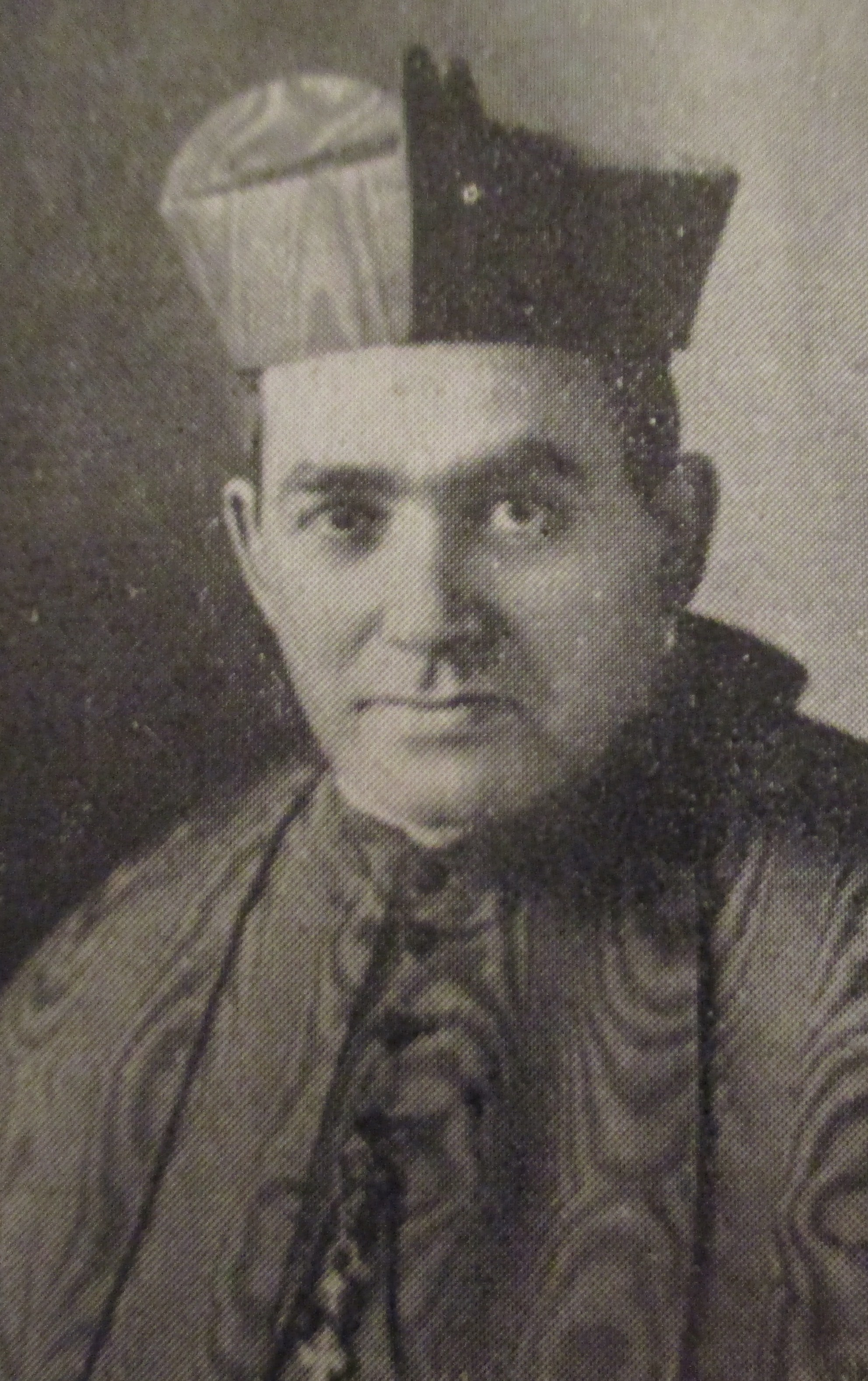
Pedro Segura y Sáenz
8 april

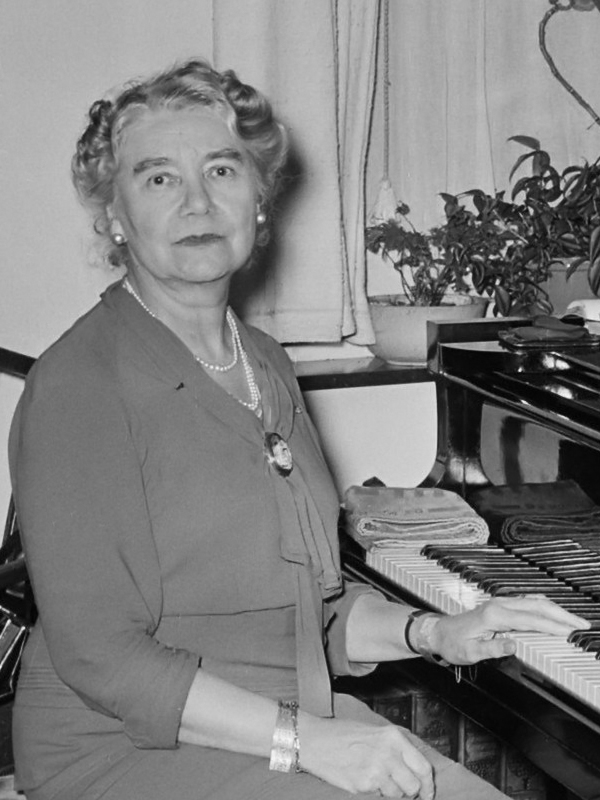
Berthe Seroen
17 april

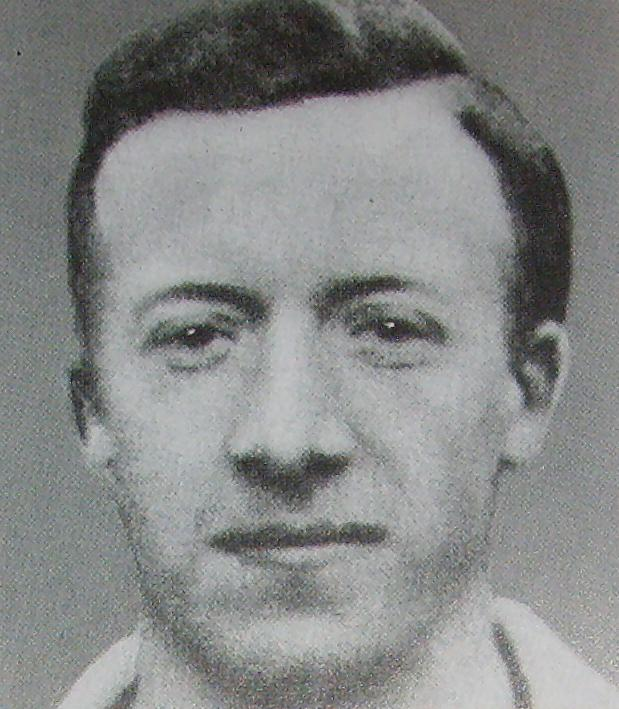
Huug de Groot
18 april

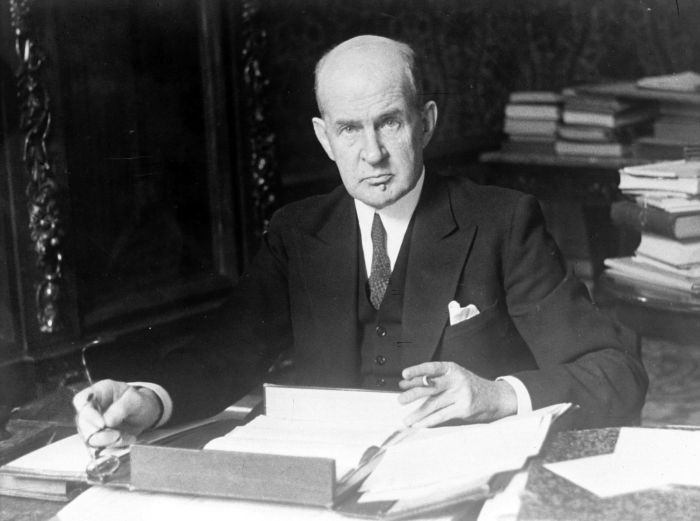
A.C.D. de Graeff
24 april

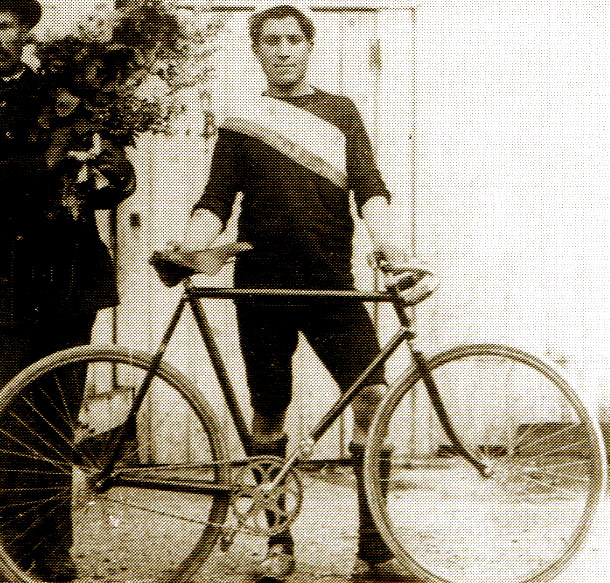
Lucien Pothier
29 april

| 1 | 2 | 3 | 4 | 5 | 6 | 7 | 8 | 9 | 10 | 11 | 12 | 13 | 14 | 15 | 16 | 17 | 18 | 19 | 20 | 21 | 22 | 23 | 24 | 25 | 26 | 27 | 28 | 29 | 30 |
| - | - | - | - | - | - | - | - | - | -- | -- | -- | -- | -- | -- | -- | -- | -- | -- | -- | -- | -- | -- | -- | -- | -- | -- | -- | -- | -- |

### 4 april
- Adolf Rading (69), Duits architect

### 5 april
- Jozef Boon (56), Belgisch toneelschrijver
- Hugo Dürrenmatt (80), Zwitsers politicus

### 6 april
- Pierina Morosini (26), Italiaans zalige
- Otto van Tussenbroek (75), Nederlands kunstenaar

### 8 april
- Pedro Segura y Sáenz (76), Spaans kardinaal

### 9 april
- Frederik Lim A Po (57), Surinaams politicus

### 11 april
- Wilhelm von Hohenau (72), Duits springruiter
- Hendrik Marck (73), Belgisch politicus

### 14 april
- Bernard Knubel (84), Duits wielrenner

### 15 april
- Pedro Infante (39), Mexicaans zanger en acteur
- Alexandra van Sleeswijk-Holstein-Sonderburg-Glücksburg (69), lid Duitse adel

### 16 april
- P.H. van der Hoog (68), Nederlands medicus en schrijver
- Johnny Torrio (75), Amerikaans misdadiger

### 17 april
- Berthe Seroen (74), Belgisch operazangeres

### 18 april
- Hector Cuelenaere (76), Belgisch politicus
- Huug de Groot (66), Nederlands voetballer

### 19 april
- Willem Albarda (79), Nederlands politicus

### 20 april
- Alphonse Van Hoeck (66), Belgisch politicus

### 22 april
- Richard Swann Lull (89), Amerikaans paleontoloog

### 24 april
- Andries Cornelis Dirk de Graeff (84), Nederlands politicus
- Maria Elisabeth Hesselblad (86), Zweeds geestelijke
- Joop Kamstra (51), Nederlands atleet

### 26 april
- Gichin Funakoshi (88), Japans karateka
- Max Marchand (68), Nederlands schaker

### 27 april
- Louis Mayer Rabinowitz (69), Amerikaans ondernemer en kunstverzamelaar
- Jean de Sperati (72), Italiaans oplichter

### 28 april
- Heinrich Bär (43), Duits militair

### 29 april
- Lucien Pothier (74), Frans wielrenner
- Willem van der Vorm (83), Nederlands ondernemer

### 30 april
- Wilhelm Lenz (69), Duits natuurkundige
- A.B.G.M. van Rijckevorsel (75), Nederlands politicus

## Mei

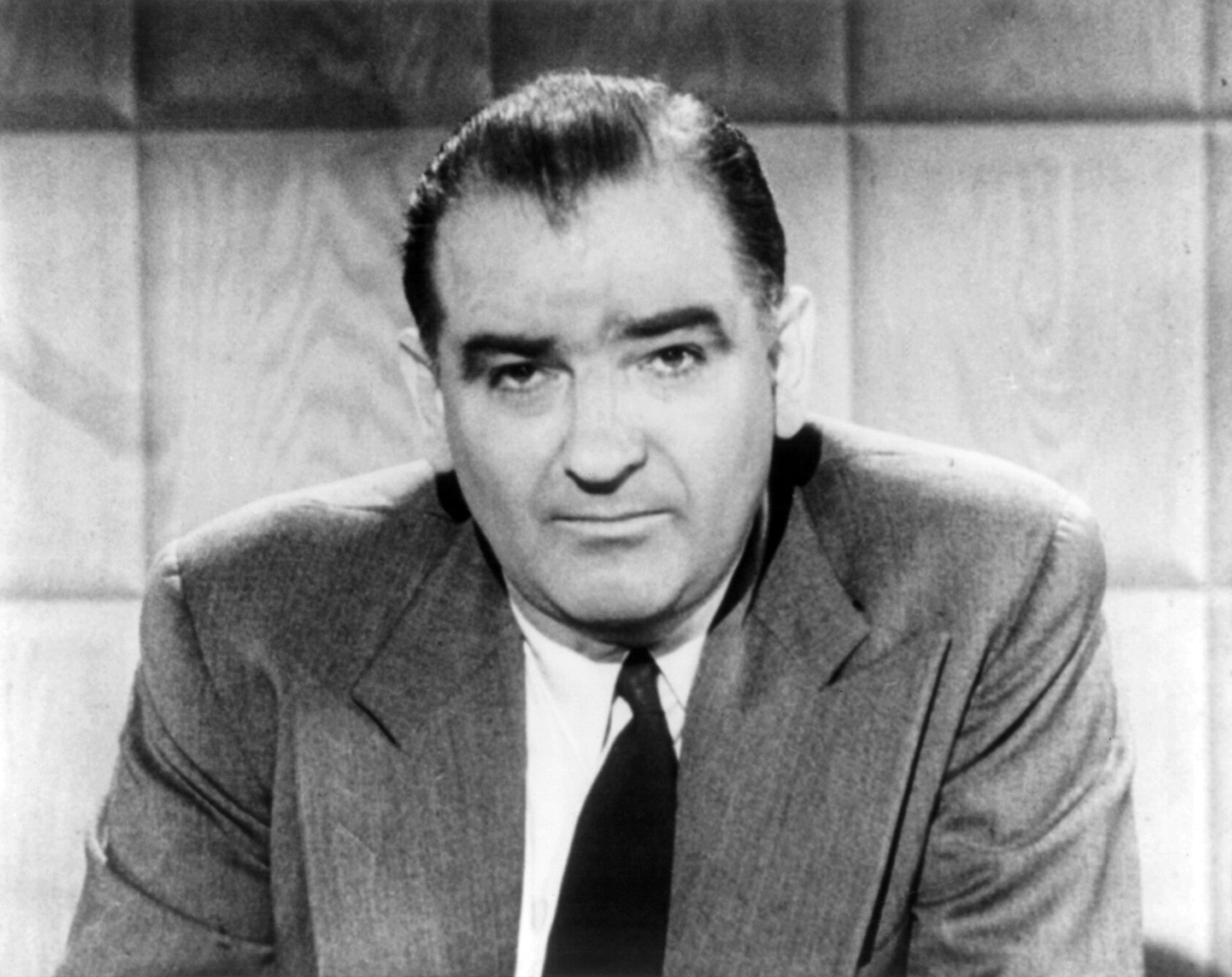
Joseph McCarthy
2 mei

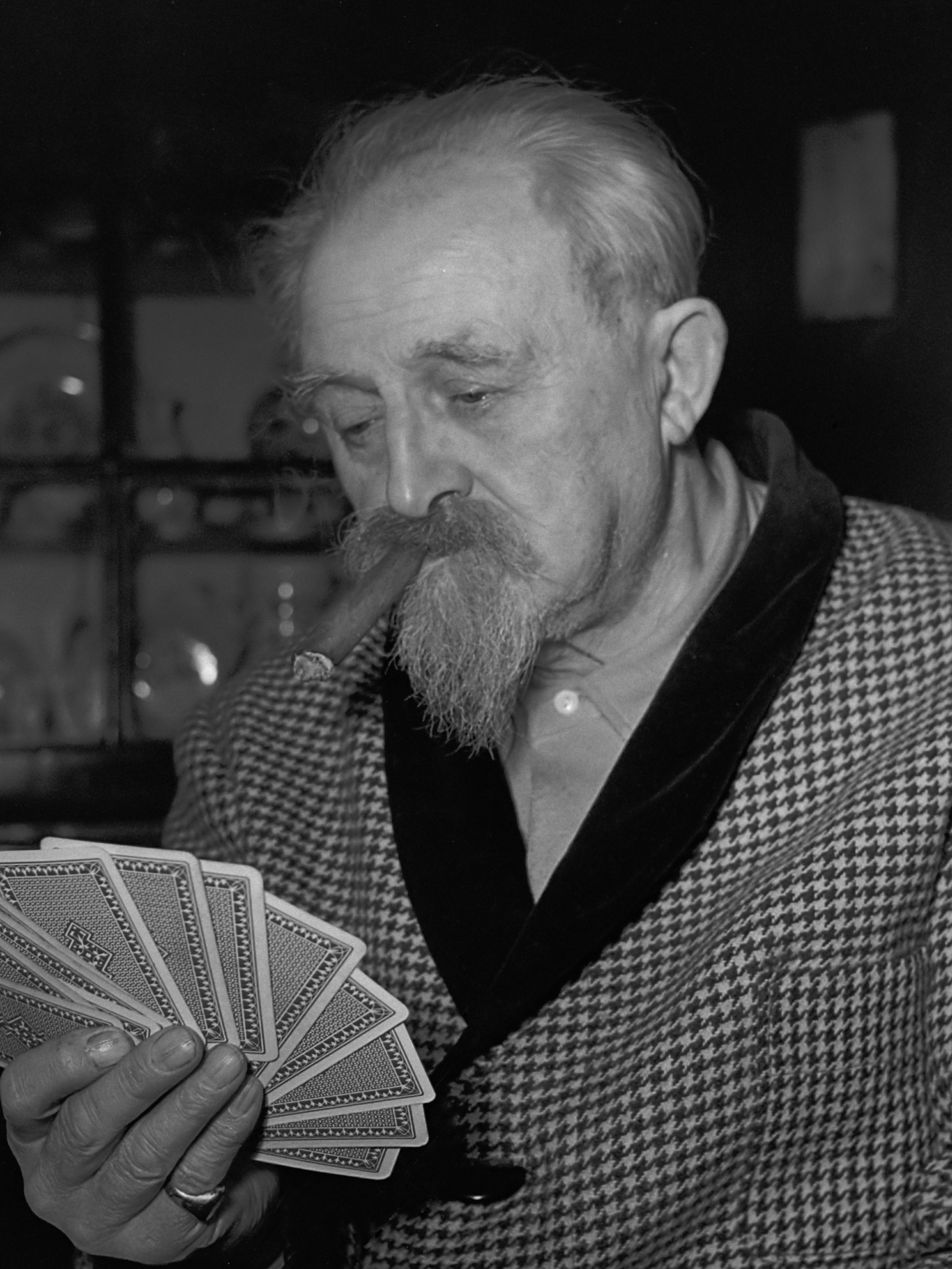
Jan Sluijters
8 mei

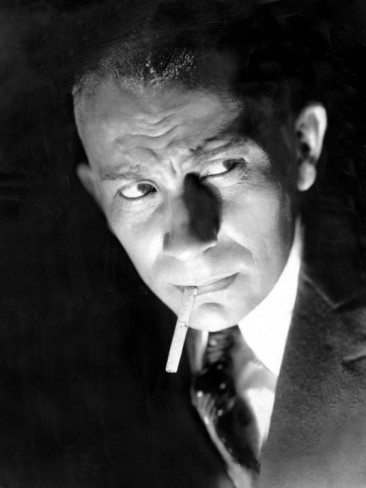
Erich von Stroheim
12 mei

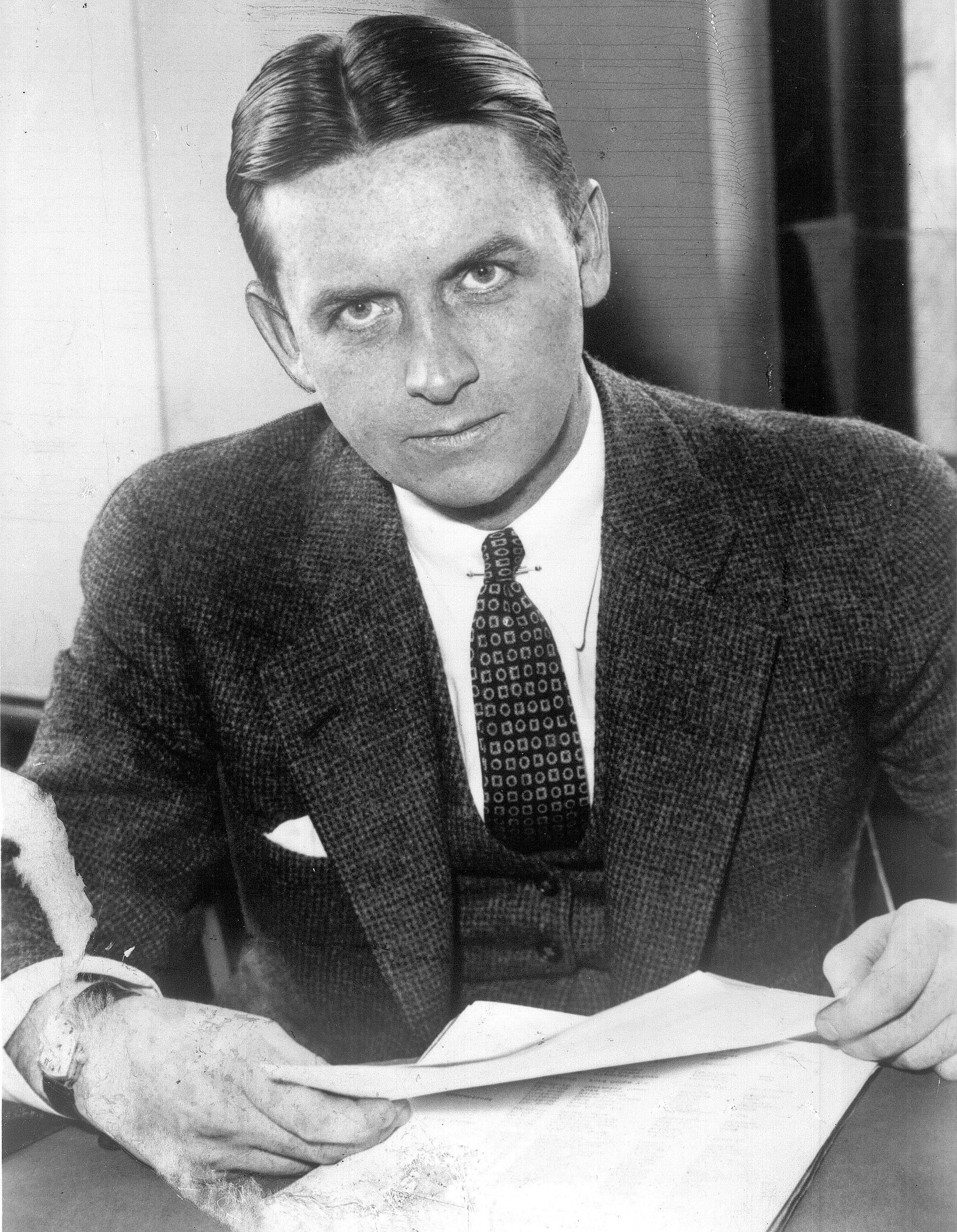
Eliot Ness
16 mei

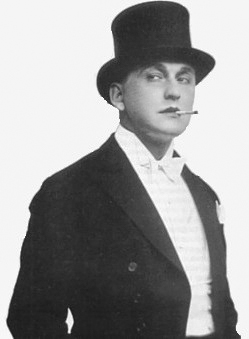
Aleksandr Vertinski
21 mei

| 1 | 2 | 3 | 4 | 5 | 6 | 7 | 8 | 9 | 10 | 11 | 12 | 13 | 14 | 15 | 16 | 17 | 18 | 19 | 20 | 21 | 22 | 23 | 24 | 25 | 26 | 27 | 28 | 29 | 30 | 31 |
| - | - | - | - | - | - | - | - | - | -- | -- | -- | -- | -- | -- | -- | -- | -- | -- | -- | -- | -- | -- | -- | -- | -- | -- | -- | -- | -- | -- |

### 2 mei
- Joseph McCarthy (48), Amerikaans politicus

### 4 mei
- Johan Doeleman (76), Nederlands kunstenaar
- Gé Fortgens (69), Nederlands voetballer

### 5 mei
- Johanna Madeleine Elout (82), Nederlands schrijver en theosoof
- Michail Gnesin (74), Russisch componist
- Leopold Löwenheim (78), Duits wiskundige
- Willem Penaat (81), Nederlands ontwerper
- Hieronimus Venema (80), Nederlands burgemeester

### 7 mei
- Wilhelm Filchner (79), Duits ontdekkingsreiziger

### 8 mei
- Jan Sluijters (75), Nederlands kunstschilder

### 9 mei
- Heinrich Campendonk (67), Duits-Nederlands kunstschilder

### 11 mei
- Théophile De Donder (84), Belgisch natuurkundige, wiskundige en scheikundige

### 12 mei
- Alfonso de Portago (28), Spaans autocoureur
- Guillermo Saavedra (53), Chileens voetballer
- Erich von Stroheim (71), Amerikaans-Oostenrijks regisseur en acteur

### 15 mei
- Keith Andrews (36), Amerikaans autocoureur
- Albert Smijers (68), Nederlands geestelijke

### 16 mei
- Eliot Ness (54), Amerikaans politiefunctionaris

### 17 mei
- Geo Henderick (77), Belgisch architect

### 18 mei
- Louis Berkhof (83), Nederlands-Amerikaans theoloog

### 19 mei
- Otto van Rees (73), Nederlands kunstschilder

### 21 mei
- Aleksandr Vertinski (68), Russisch zanger en acteur

### 23 mei
- Toon Nauwelaerts (70), Belgisch componist
- Herman Vergels (69), Belgisch politicus

### 26 mei
- Gustaaf Adolf van den Bergh van Eysinga (82), Nederlands theoloog

### 28 mei
- Laurent Bonnevay (86), Frans politicus

### 29 mei
- James Whale (67), Brits filmregisseur

### 30 mei
- Piero Carini (36), Italiaans autocoureur

## Juni

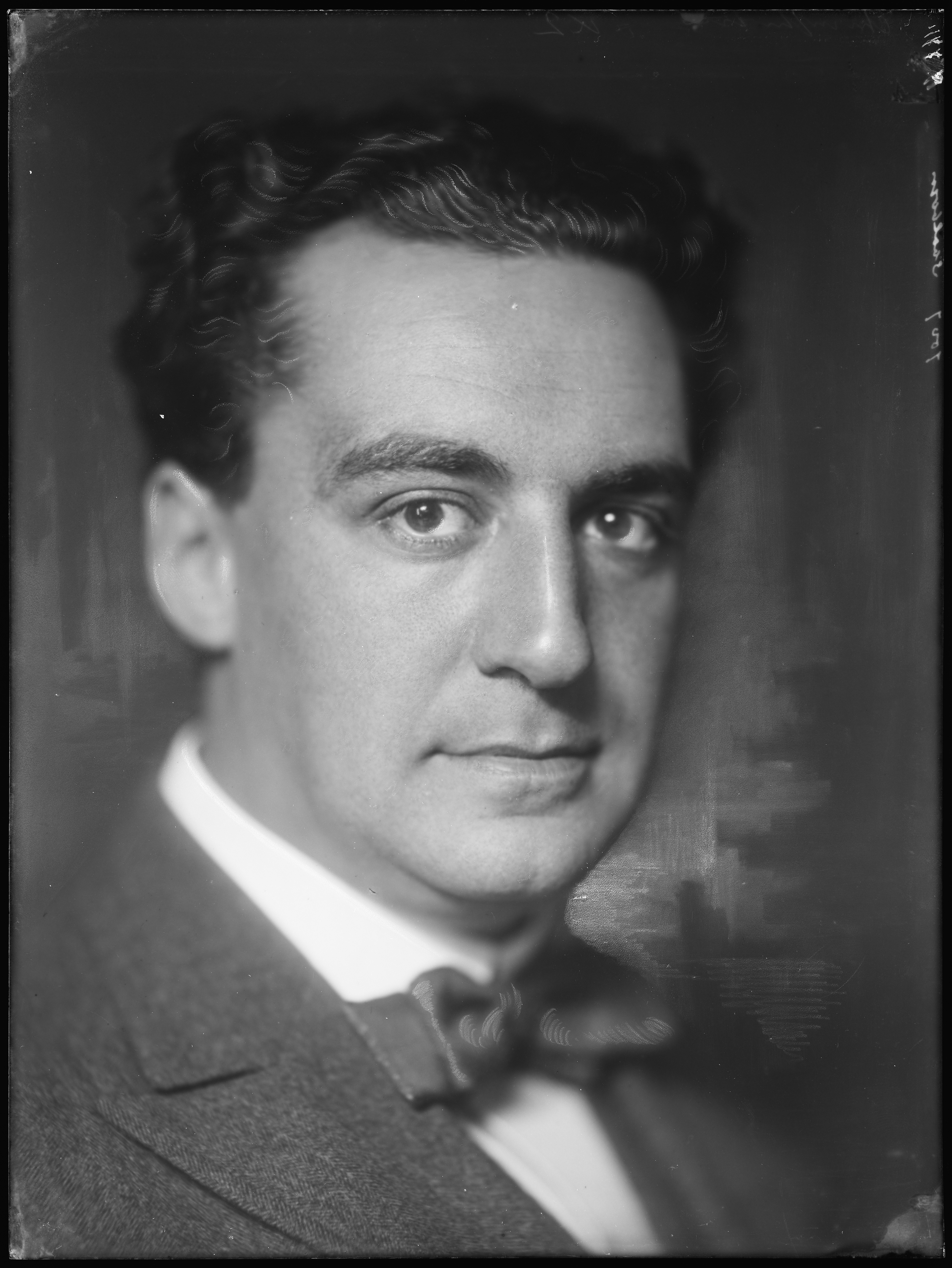
Louis Saalborn
18 juni

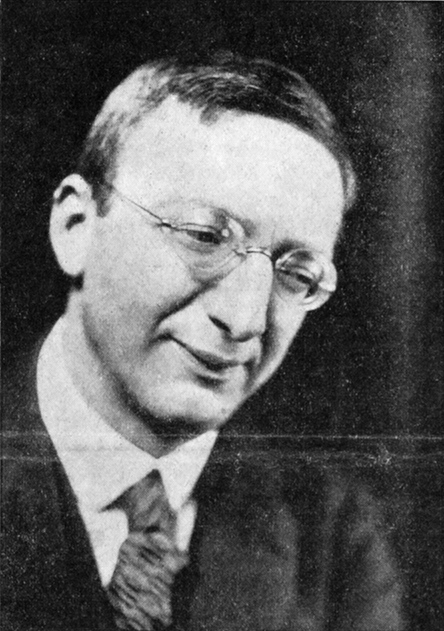
Alfred Döblin
26 juni

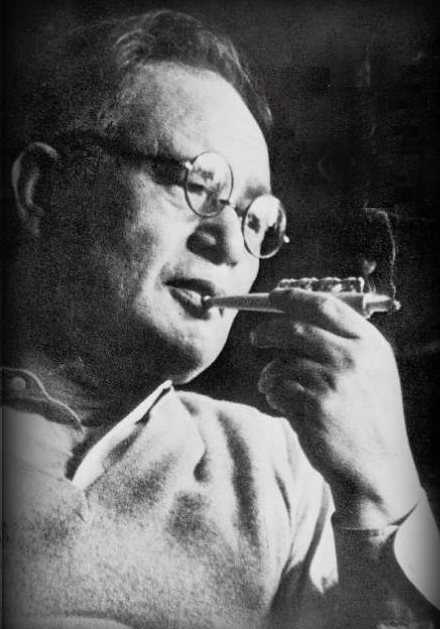
Mamoru Shigemitsu
27 juni

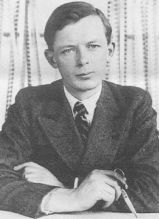
Johan Hin
29 juni

| 1 | 2 | 3 | 4 | 5 | 6 | 7 | 8 | 9 | 10 | 11 | 12 | 13 | 14 | 15 | 16 | 17 | 18 | 19 | 20 | 21 | 22 | 23 | 24 | 25 | 26 | 27 | 28 | 29 | 30 |
| - | - | - | - | - | - | - | - | - | -- | -- | -- | -- | -- | -- | -- | -- | -- | -- | -- | -- | -- | -- | -- | -- | -- | -- | -- | -- | -- |

### 1 juni
- Luisa Casati (76), Italiaans societyfiguur
- Jules Verwest (73), Belgisch kunstschilder

### 2 juni
- Alfred Blunt (77), Brits geestelijke

### 7 juni
- Jan Dullaart (65), Nederlands architect

### 9 juni
- Theodorus van Roosmalen (81), Nederlands geestelijke

### 10 juni
- Walter Jakobsson (75), Fins kunstschaatser

### 12 juni
- Ramon Avanceña (85), Filipijns rechter
- René Colle (83), Belgisch politicus

### 13 juni
- Irving Baxter (71), Amerikaans atleet
- Carl Bonde (85), Zweeds ruiter

### 14 juni
- Nico Bouvy (65), Nederlands voetballer
- Adrien Houget (75), Belgisch politicus
- Marinus Vreugde (76), Nederlands beeldhouwer

### 16 juni
- Gus Schilling (48), Amerikaans acteur

### 18 juni
- Louis Saalborn (66), Nederlands regisseur, acteur en kunstenaar

### 21 juni
- Johannes Stark (83), Duits natuurkundige en Nobelprijswinnaar

### 24 juni
- Paul Gendebien (83), Belgisch politicus
- František Kupka (85), Tsjechisch kunstschilder

### 26 juni
- Alfred Döblin (78), Duits schrijver
- Malcolm Lowry (47), Brits schrijver

### 27 juni
- Hermann Buhl (32), Oostenrijks alpinist
- Mamoru Shigemitsu (69), Japans politicus

### 29 juni
- Johan Hin (58), Nederlands zeiler

### 30 juni
- Anton Kristians (74), Nederlands kunstschilder
- Johann Rattenhuber (60), Duits militair leider

## Juli

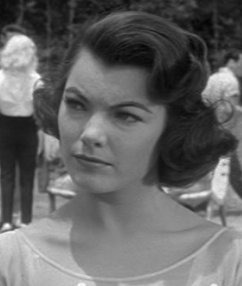
Judy Tyler
3 juli

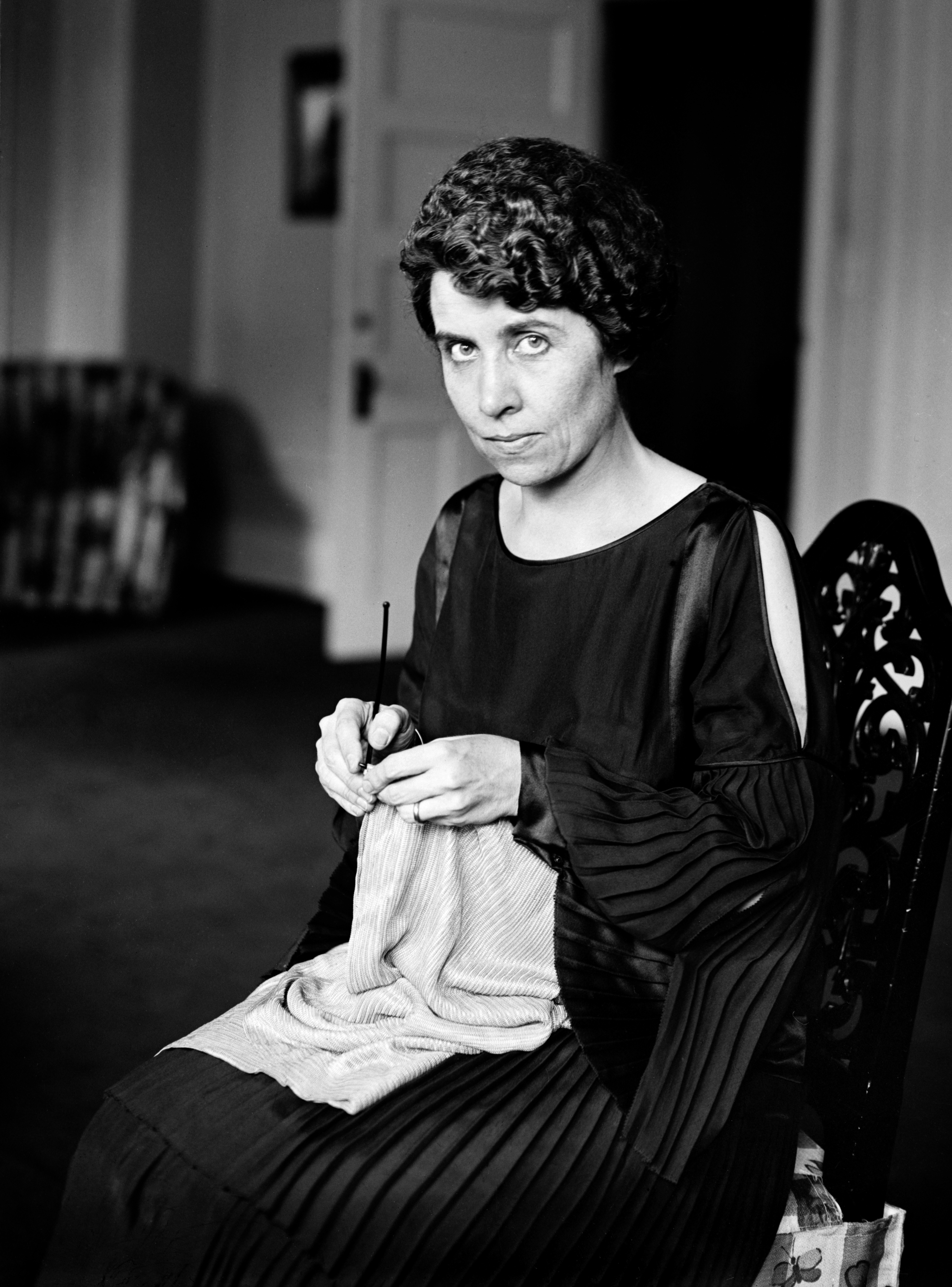
Grace Coolidge
8 juli

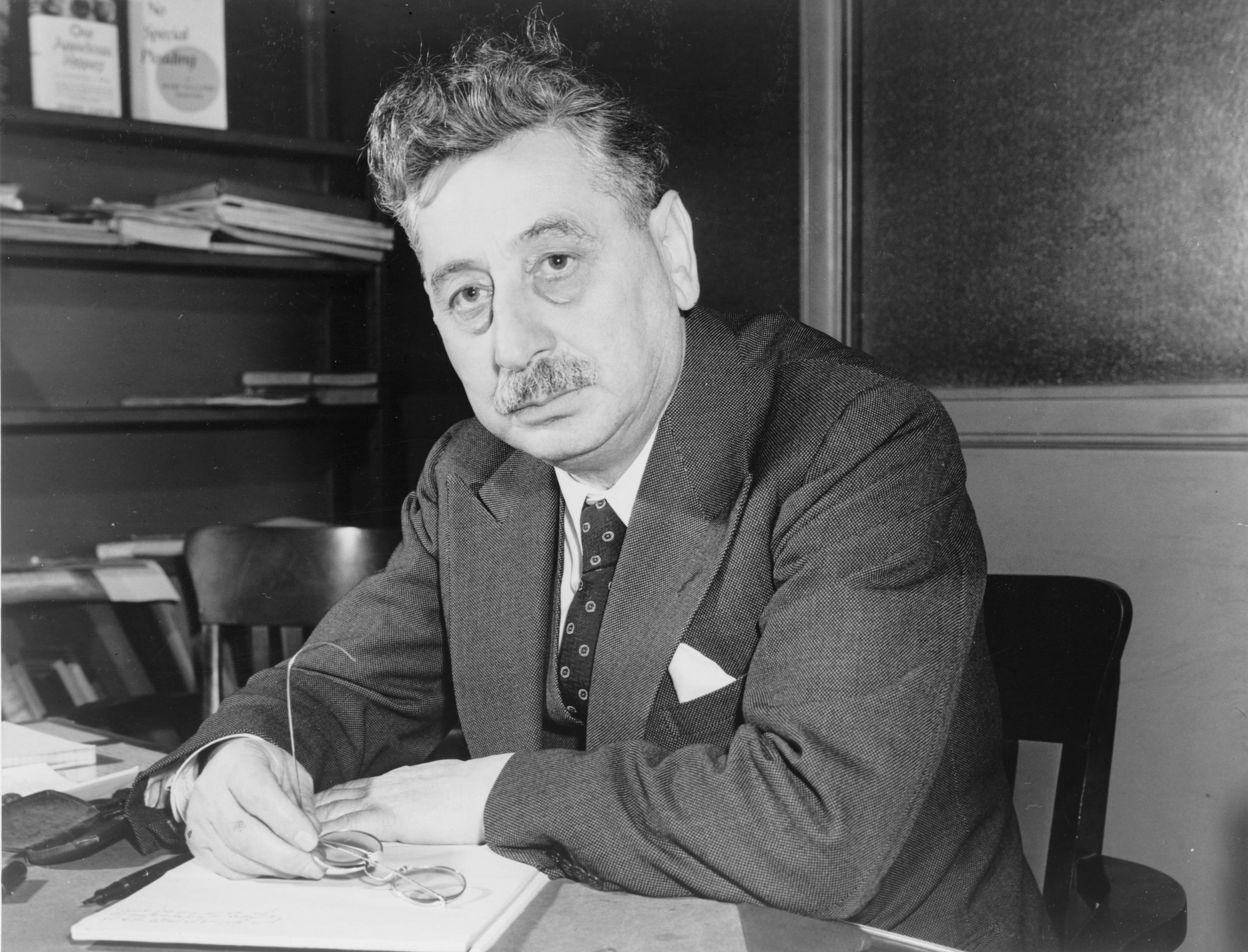
Sjolem Asch
10 juli

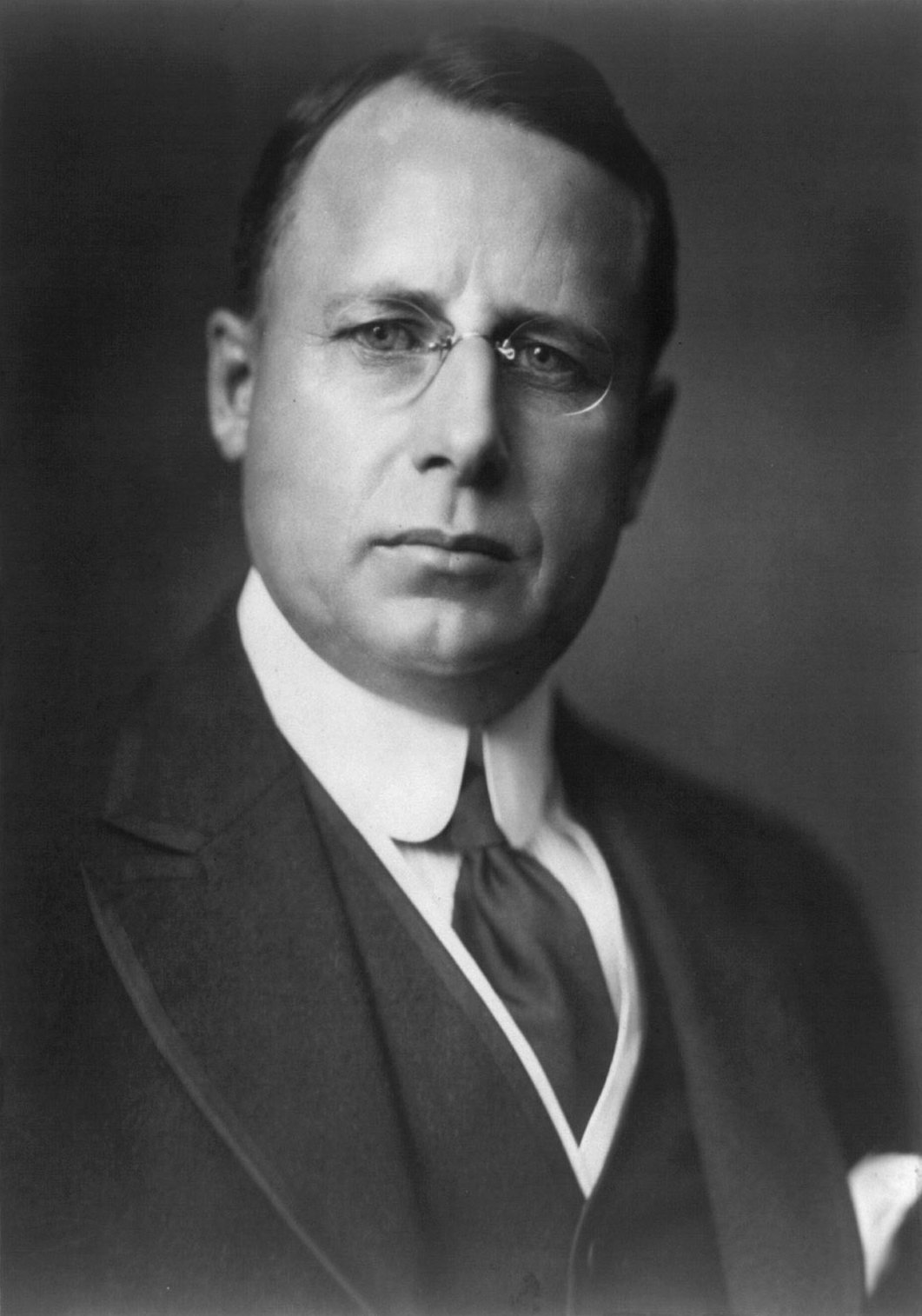
James Middleton Cox
15 juli

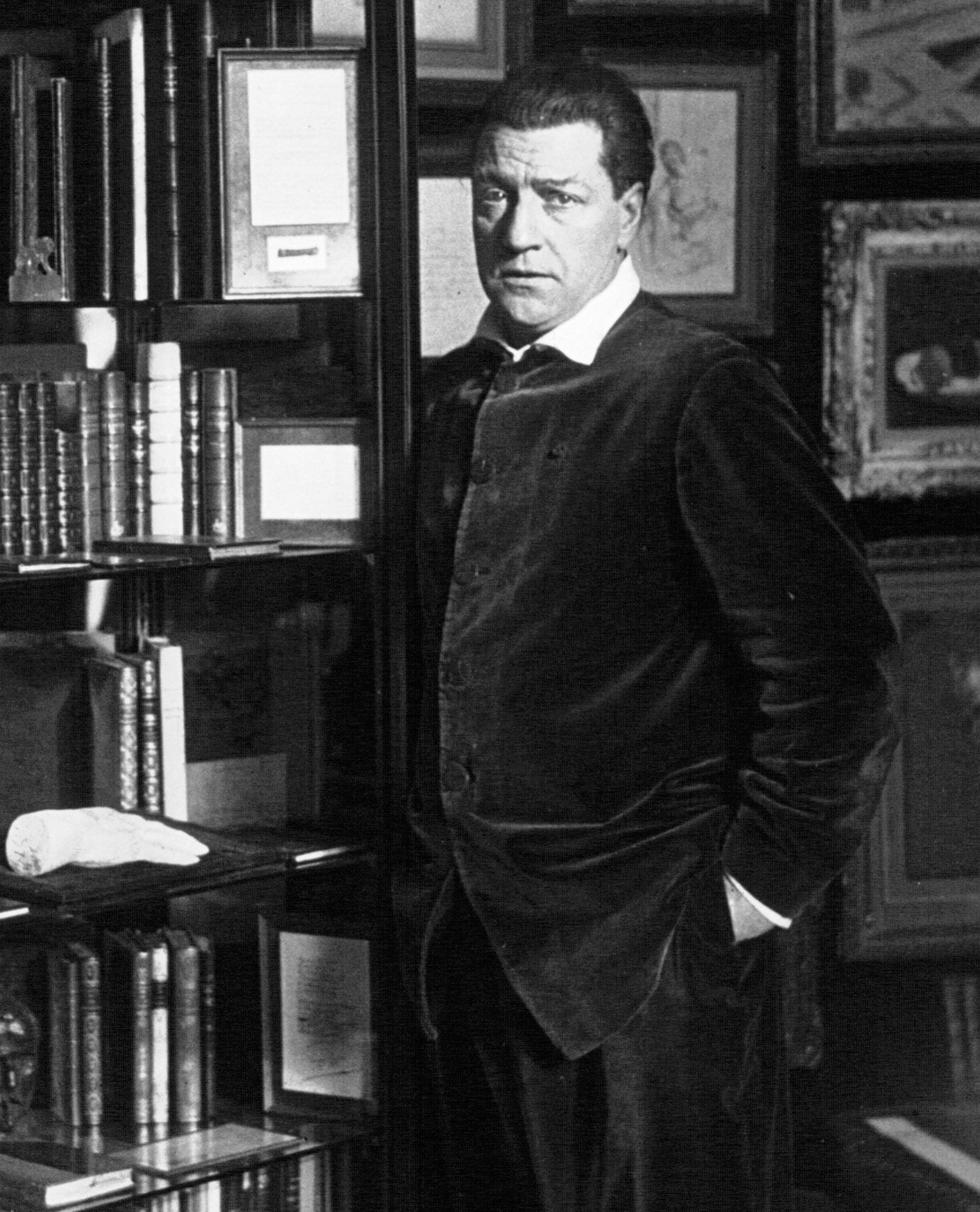
Sacha Guitry
24 juli

| 1 | 2 | 3 | 4 | 5 | 6 | 7 | 8 | 9 | 10 | 11 | 12 | 13 | 14 | 15 | 16 | 17 | 18 | 19 | 20 | 21 | 22 | 23 | 24 | 25 | 26 | 27 | 28 | 29 | 30 | 31 |
| - | - | - | - | - | - | - | - | - | -- | -- | -- | -- | -- | -- | -- | -- | -- | -- | -- | -- | -- | -- | -- | -- | -- | -- | -- | -- | -- | -- |

### 2 juli
- Eugene Mercer (68), Amerikaans atleet

### 3 juli
- Richard Mohaupt (52), Duits componist
- Judy Tyler (24), Amerikaans actrice

### 4 juli
- Albert de Ligne (82), Belgisch diplomaat
- Alice Ronner (99), Belgisch kunstschilderes
- Lewis van der Veen Zeppenfeldt (65), Nederlands-Antilliaans geestelijke

### 5 juli
- Jan Breugelmans (70), Belgisch politicus
- Herman Roelvink (74), Nederlands toneelschrijver

### 6 juli
- Adrianus van den Bent (74), Nederlands militair
- Roberto Colombo (30), Italiaans motorcoureur

### 8 juli
- Grace Coolidge (78), Amerikaans presidentsvrouw

### 9 juli
- Aleksandr Goedicke (80), Russisch componist
- Fernand Mertens (85), Belgisch componist

### 10 juli
- Sjolem Asch (76), Amerikaans schrijver

### 13 juli
- Wessel Ilcken (33), Nederlands jazzmusicus

### 14 juli
- Herbert MacKay-Fraser (30), Amerikaans autocoureur
- Bill Whitehouse (48), Brits autocoureur

### 15 juli
- James Middleton Cox (87), Amerikaans politicus
- Willy de Vos (77), Nederlands voetballer
- Marie van Zeggelen (87), Nederlands schrijfster

### 16 juli
- Serge Chaloff (33), Amerikaans saxofonist
- Henri Van Daele (80), Belgisch toneelschrijver en cabaretier

### 19 juli
- Curzio Malaparte (59), Italiaans schrijver

### 24 juli
- Sacha Guitry (72), Frans acteur en regisseur

### 25 juli
- Leo Knegt (74), Nederlands astroloog

### 28 juli
- Henk Lamm (49), Nederlands kunstschilder

### 29 juli
- Jules Blangenois (87), Belgisch componist
- Jan Naber (34), Nederlands verzetsstrijder
- Jannie Raak (35), Nederlands verzetsstrijder

### 31 juli
- Sem Dresden (76), Nederlands componist en muziekpedagoog

## Augustus

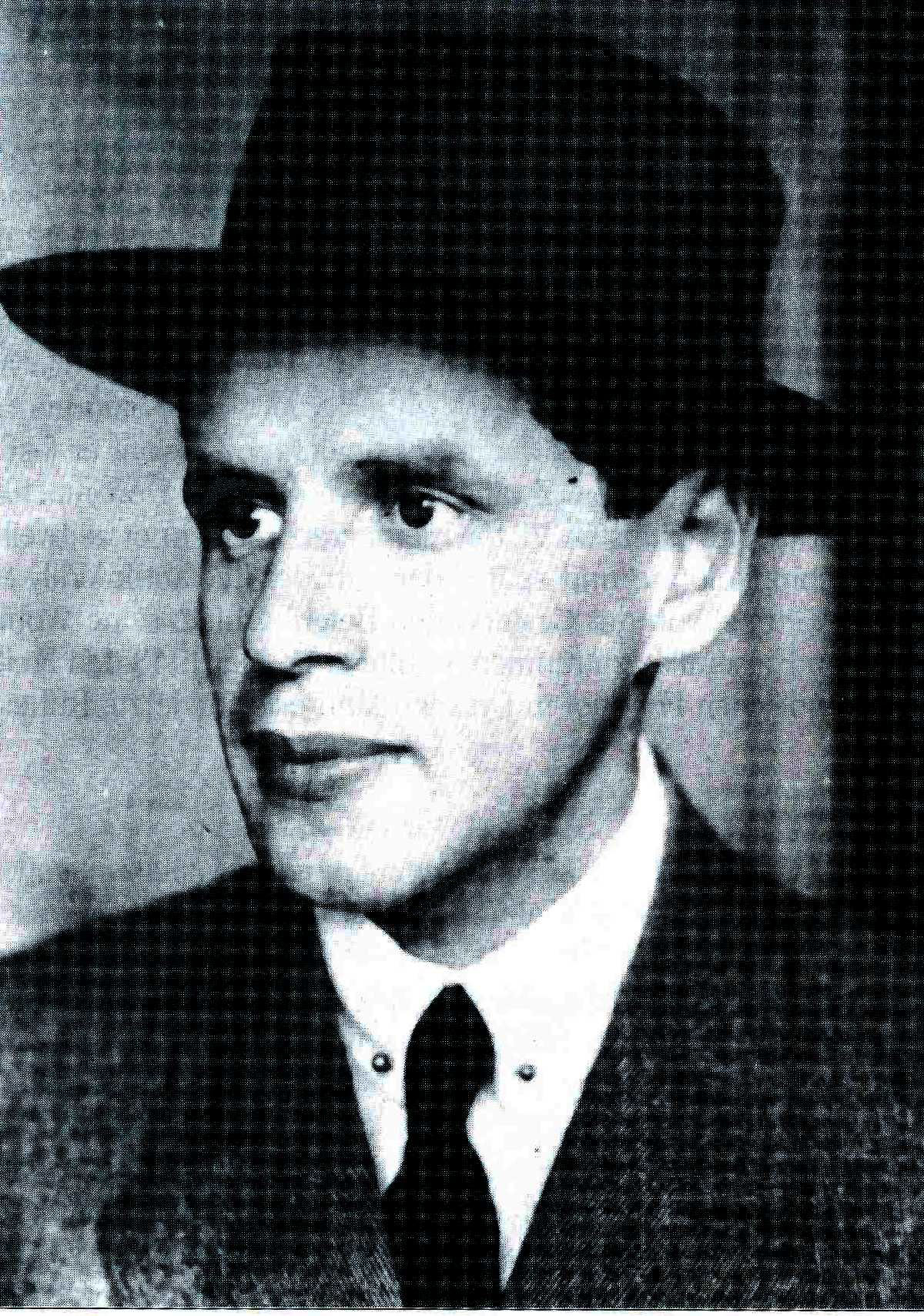
Lasar Segall
2 augustus

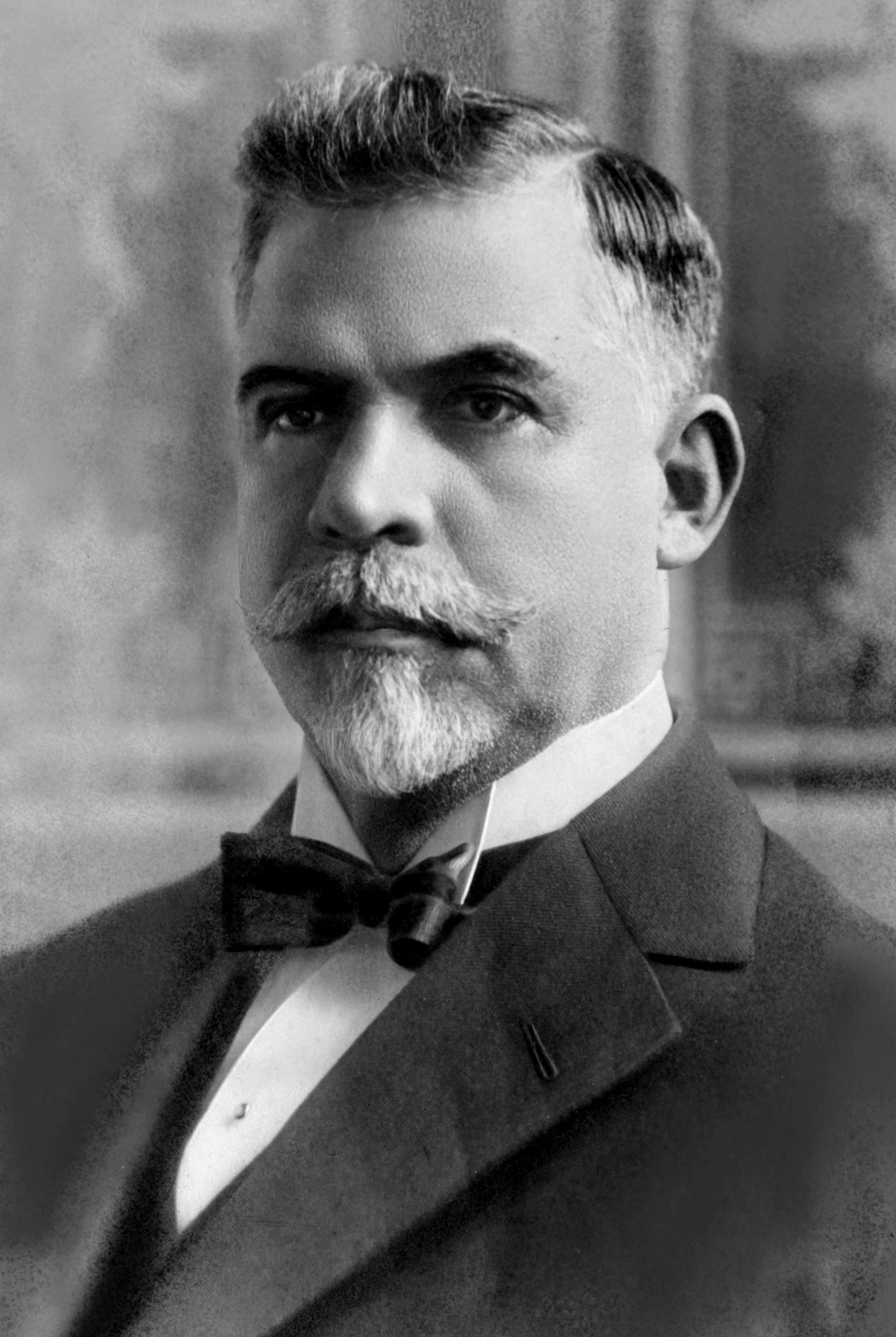
Washington Luís
4 augustus

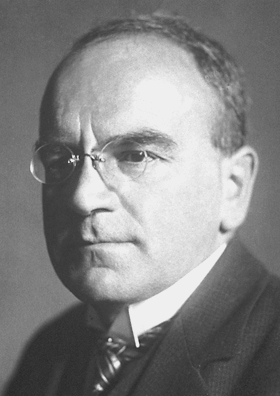
Heinrich O. Wieland
5 augustus

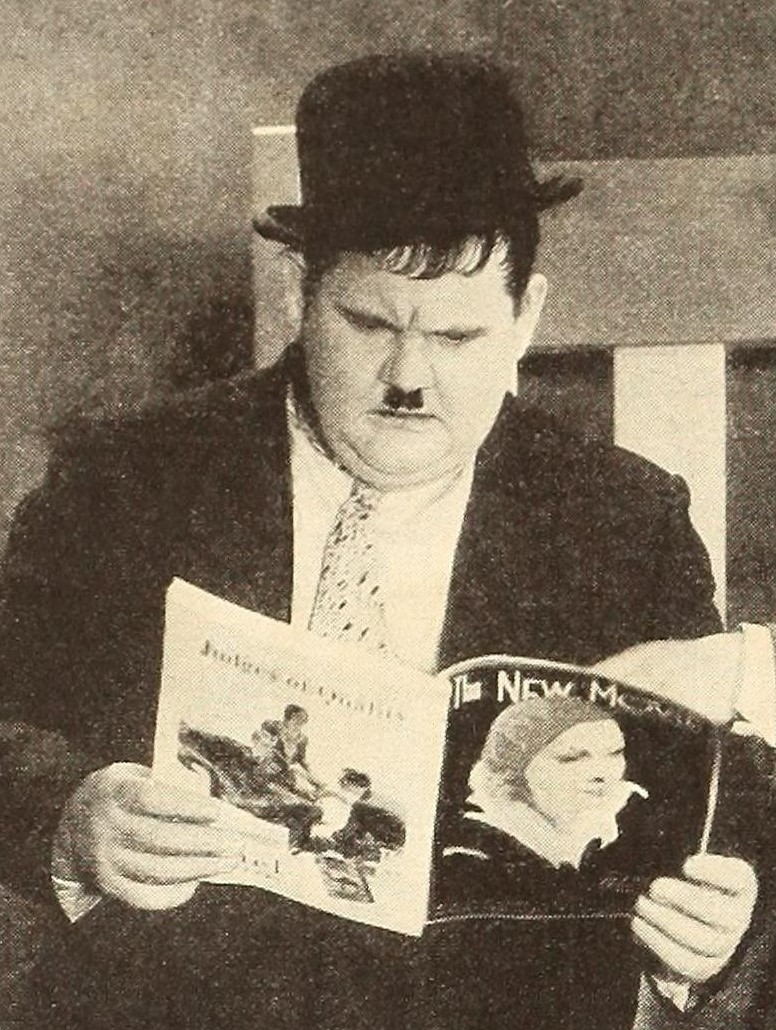
Oliver Hardy
7 augustus

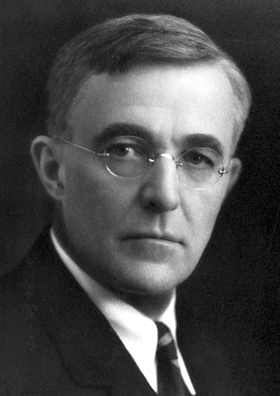
Irving Langmuir
16 augustus

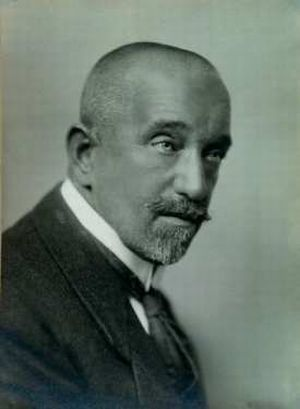
Jacob Schorer
18 augustus

| 1 | 2 | 3 | 4 | 5 | 6 | 7 | 8 | 9 | 10 | 11 | 12 | 13 | 14 | 15 | 16 | 17 | 18 | 19 | 20 | 21 | 22 | 23 | 24 | 25 | 26 | 27 | 28 | 29 | 30 | 31 |
| - | - | - | - | - | - | - | - | - | -- | -- | -- | -- | -- | -- | -- | -- | -- | -- | -- | -- | -- | -- | -- | -- | -- | -- | -- | -- | -- | -- |

### 2 augustus
- Georges Hébert (82), Frans sportontwikkelaar
- Lasar Segall (66), Braziliaans kunstenaar
- Joe Shulman (33), Amerikaans jazzmusicus

### 3 augustus
- Charles Krauschaar (89), Hongaars-Amerikaanse componist

### 4 augustus
- Washington Luís (87), president van Brazilië
- Enrique Pérez Colman (71), Argentijns politicus
- Eugenio Perez (70), Filipijns politicus

### 5 augustus
- Jesús González Gallo (57), Mexicaans politicus
- Heinrich Otto Wieland (79), Duits scheikundige

### 7 augustus
- Cornelis de Boer (77), Nederlands taalkundige
- Oliver Hardy (65), Amerikaans acteur en komiek

### 9 augustus
- Carl Clauberg (58), Duits oorlogsmisdadiger

### 12 augustus
- Frits Eschauzier (68), Nederlands architect
- Charles Petit (79), Belgisch politicus

### 15 augustus
- Gilbert Hime (69), Braziliaans voetballer

### 16 augustus
- Irving Langmuir (76), Amerikaans fysicus, chemicus en Nobelprijswinnaar

### 18 augustus
- Huib Hoste (76), Belgisch architect
- Jacob Schorer (91), Nederlands homorechtenactivist

### 19 augustus
- Carl-Gustaf Rossby (58), Zweeds meteoroloog

### 20 augustus
- Julio Lozano Díaz (72), Hondurees politicus

### 21 augustus
- Harald Sverdrup (68), Noors oceanograaf en meteoroloog
- Friedrich Wilhelm Stammeshaus (76), Nederlands militair en verzamelaar

### 24 augustus
- Fritz Hillebrand (39), Duits motorcoureur

### 25 augustus
- Leo Perutz (74), Oostenrijks schrijver
- Umberto Saba (74), Italiaans dichter en schrijver

### 26 augustus
- Maurice Verbaet (74), Belgisch politicus

### 27 augustus
- Jesús Degollado Guízar, Mexicaans militair leider
- Pieter Janssens (81), Belgisch burgemeester

### 29 augustus
- Jozef Cantré (67), Belgisch kunstenaar
- Luigi Delmotte (65), Belgisch bisschop

## September

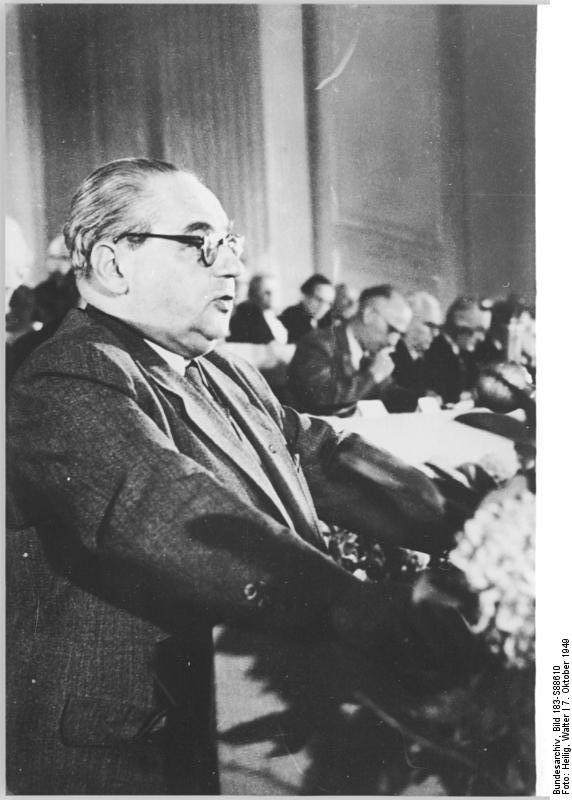
Hermann Kastner
4 september

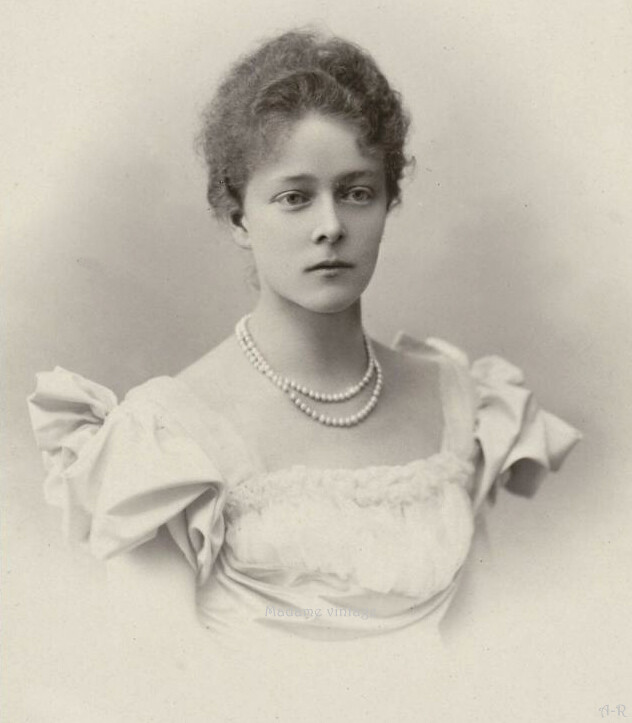
Sophie Adelheid
4 september

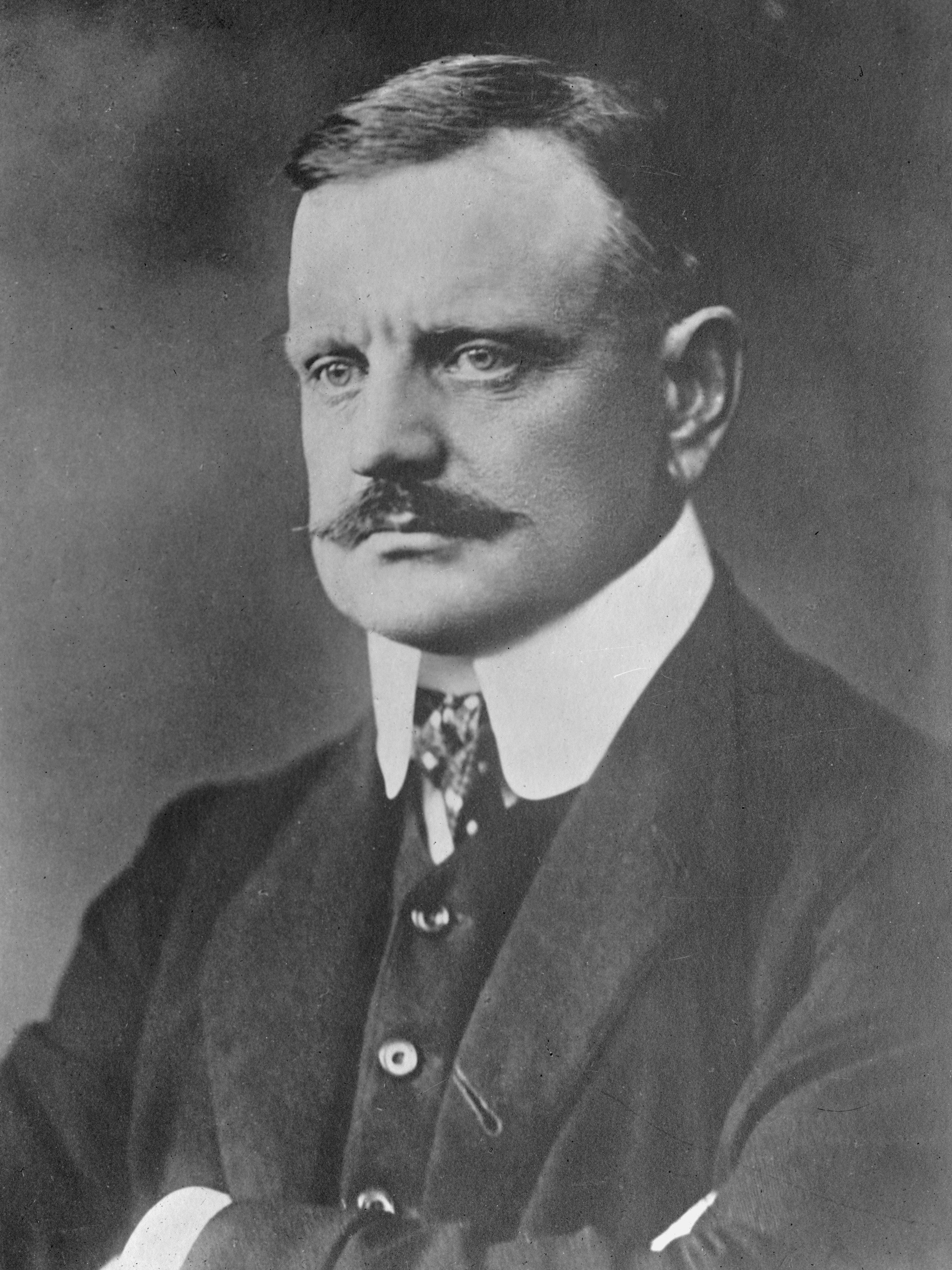
Jean Sibelius
20 september

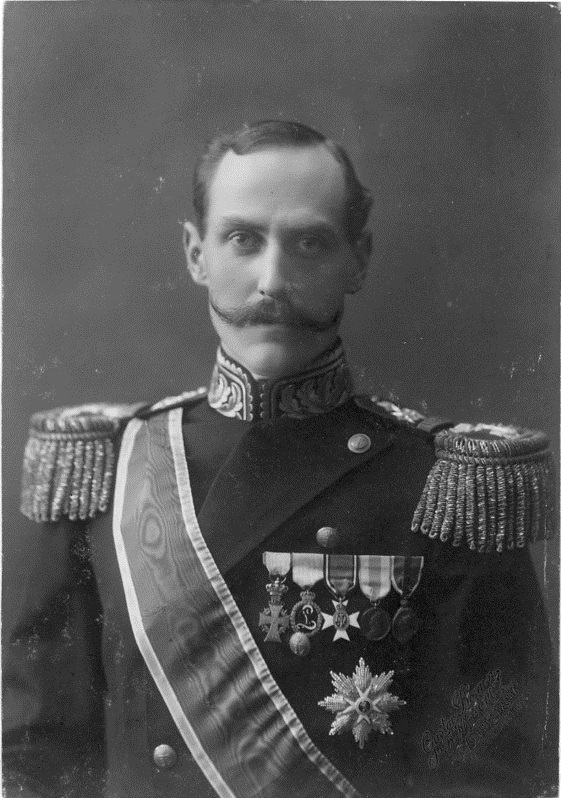
Haakon VII
21 september

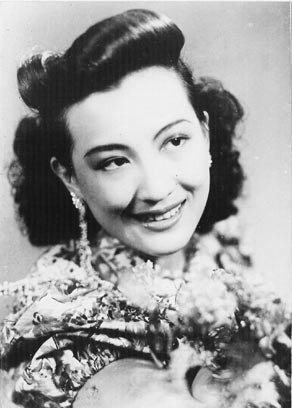
Zhou Xuan
22 september

| 1 | 2 | 3 | 4 | 5 | 6 | 7 | 8 | 9 | 10 | 11 | 12 | 13 | 14 | 15 | 16 | 17 | 18 | 19 | 20 | 21 | 22 | 23 | 24 | 25 | 26 | 27 | 28 | 29 | 30 |
| - | - | - | - | - | - | - | - | - | -- | -- | -- | -- | -- | -- | -- | -- | -- | -- | -- | -- | -- | -- | -- | -- | -- | -- | -- | -- | -- |

### 1 september
- Dennis Brain (36), Brits hoornist

### 3 september
- Jenő Heltai (86), Hongaars schrijver en dichter

### 4 september
- Hermann Kastner (70), Oost-Duits politicus
- Sophie Adelheid in Beieren (82), lid Duitse adel

### 5 september
- Walter-Joseph Thys (43), Belgisch politicus

### 7 september
- Jan Lutz (68), Nederlands illustrator

### 9 september
- Victor Hessens (88), Belgisch politicus

### 12 september
- Gustaf Nyholm (77), Zweeds schaker

### 13 september
- Vilhelm Bjerke Petersen (47), Deens kunstschilder

### 16 september
- Marius Tonckens (91), Nederlands burgemeester

### 17 september
- Jan Eisenloeffel (79), Nederlands kunstenaar

### 18 september
- Edouard Wattelier (80), Frans wielrenner

### 19 september
- Reginald Aldworth Daly (86), Canadees geoloog

### 20 september
- Jean Sibelius (91), Fins componist

### 21 september
- Haakon VII (85), koning van Noorwegen
- Maurice De Jaegere (67), Belgisch politicus
- Robert Lowie (74), Amerikaans antropoloog

### 22 september
- Bertha Bake (77), Nederlands kunstenaar
- Dirk Wolbers (67), Nederlands kunstenaar
- Zhou Xuan (39), Chinees zangeres

### 23 september
- Abel Gardey (74), Frans politicus

### 24 september
- Simon Franke (77), Nederlandse schrijver
- Jakob Mathias Pazeller (88), Oostenrijks componist

### 25 september
- Jozef Frans van Oostenrijk (62), lid Oostenrijkse adel

### 29 september
- Manuel Briones (63), Filipijns politicus en jurist
- Georges Haezaert (74), Belgisch geestelijke

### 30 september
- Agnes de Vries-Bruins (83), Nederlands politicus

## Oktober

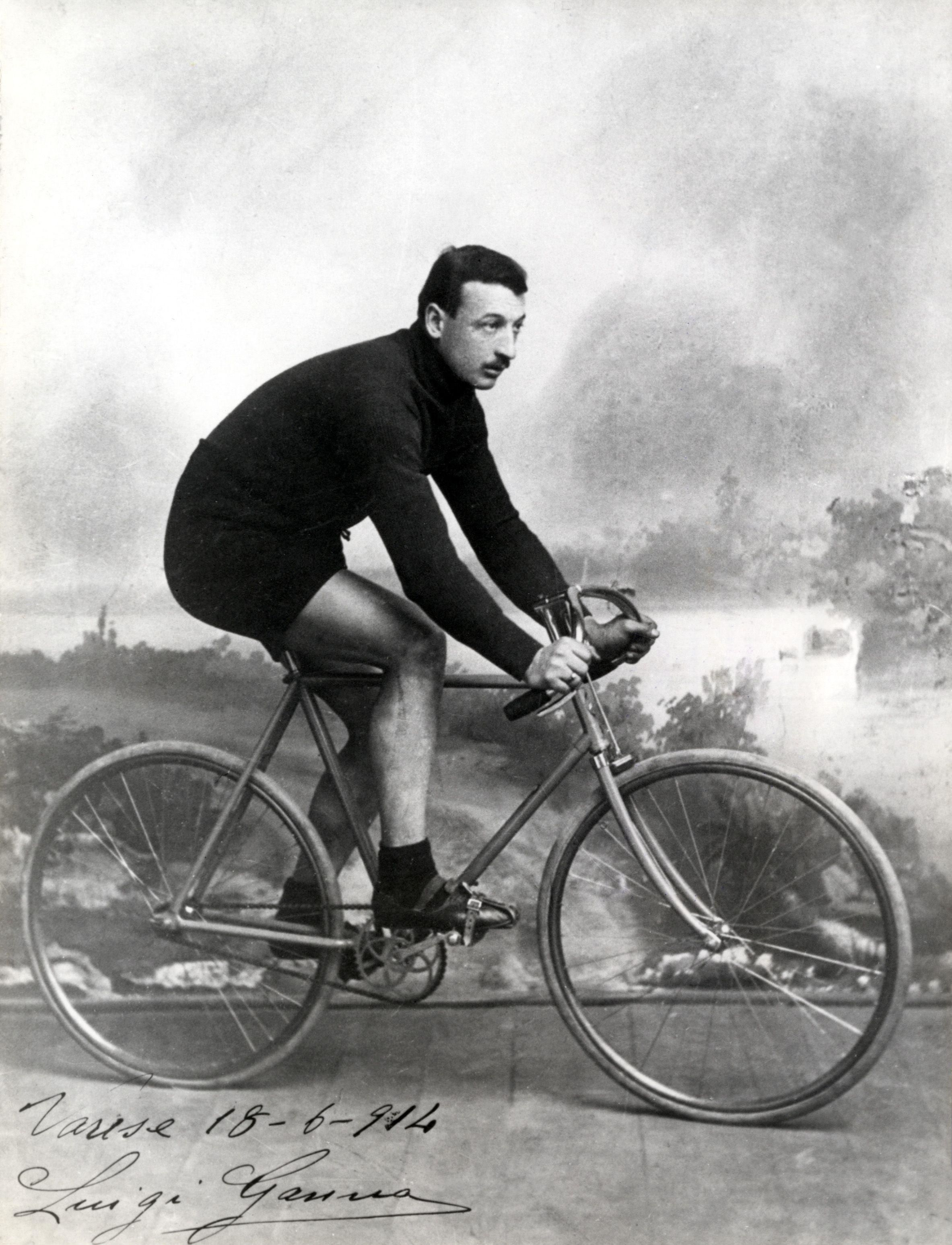
Luigi Ganna
2 oktober

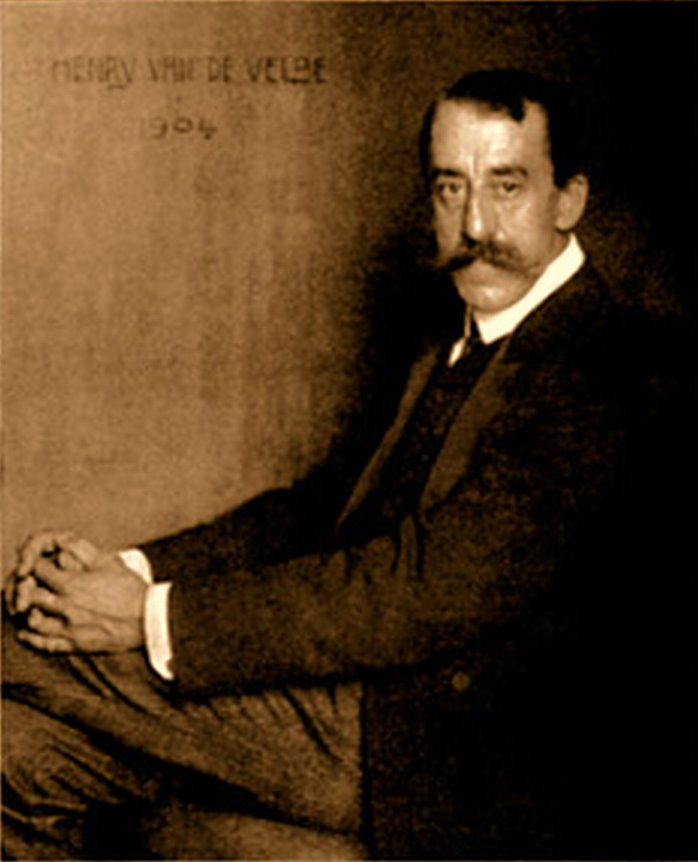
Henry Van de Velde
15 oktober

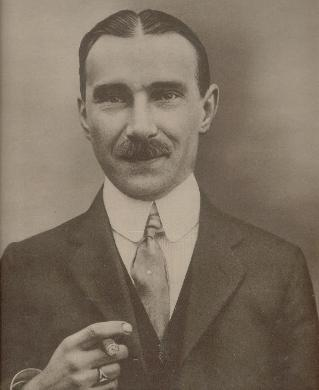
Bok de Korver
22 oktober

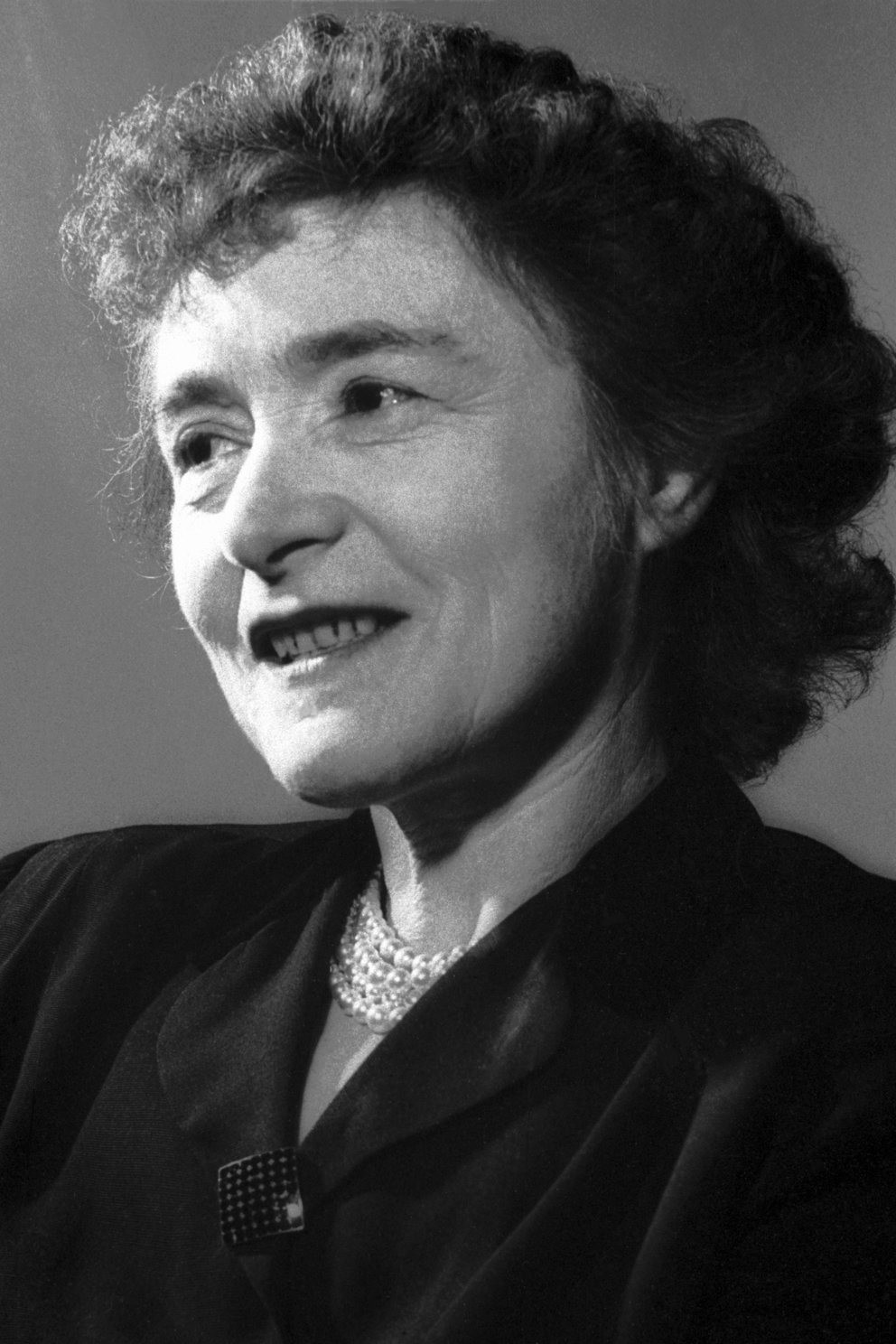
Gerty Cori
26 oktober

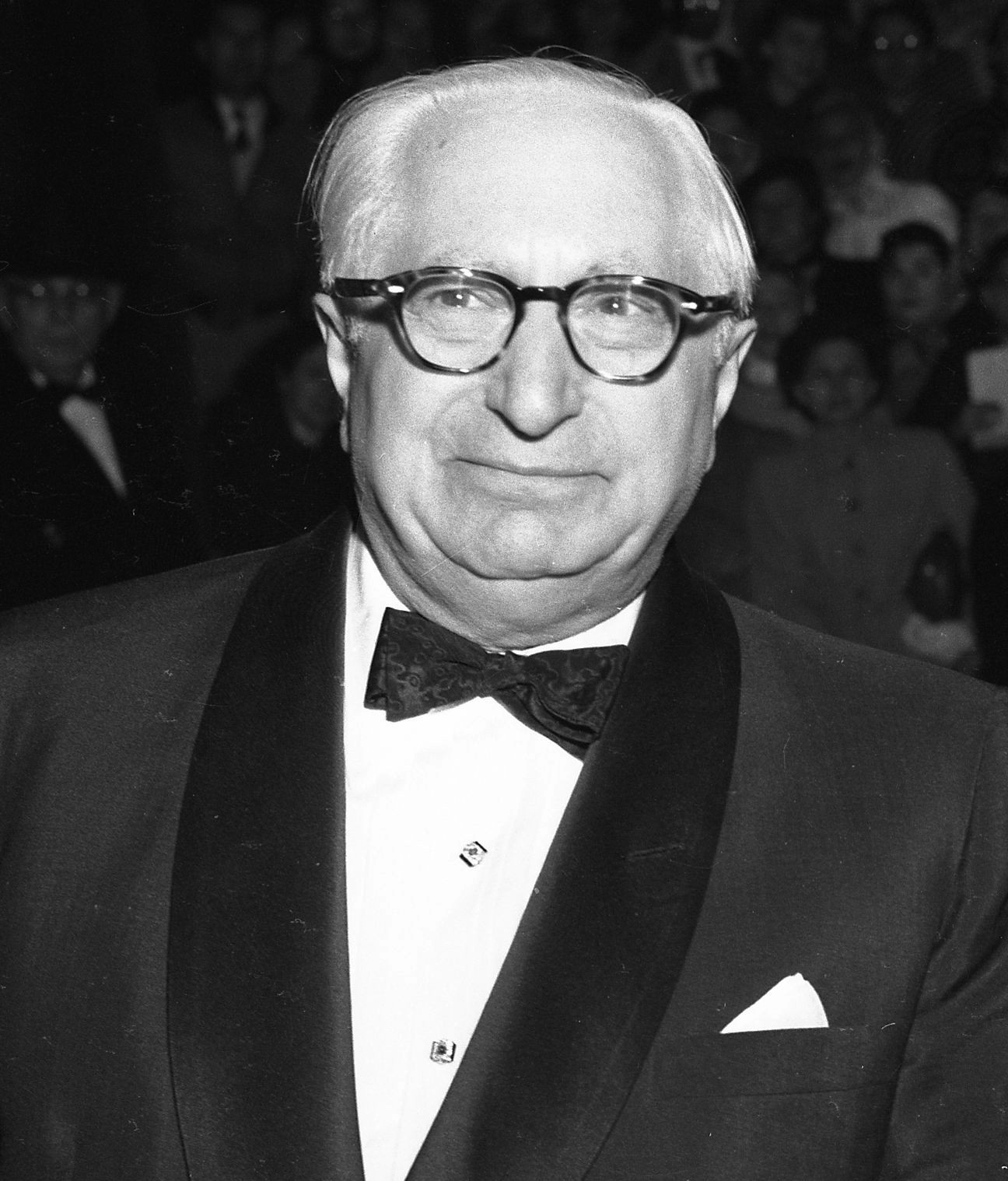
Louis B. Mayer
29 oktober

| 1 | 2 | 3 | 4 | 5 | 6 | 7 | 8 | 9 | 10 | 11 | 12 | 13 | 14 | 15 | 16 | 17 | 18 | 19 | 20 | 21 | 22 | 23 | 24 | 25 | 26 | 27 | 28 | 29 | 30 | 31 |
| - | - | - | - | - | - | - | - | - | -- | -- | -- | -- | -- | -- | -- | -- | -- | -- | -- | -- | -- | -- | -- | -- | -- | -- | -- | -- | -- | -- |

### 2 oktober
- Luigi Ganna (73), Italiaans wielrenner

### 3 oktober
- Bernard Maybeck (95), Amerikaans architect en hoogleraar

### 4 oktober
- José Leandro Andrade (55), Uruguayaans voetballer

### 7 oktober
- Cees Cuijten (44), Nederlands voetballer

### 11 oktober
- Edmond-François Calvo (65), Frans stripauteur

### 12 oktober
- Arie de Jong (91), Nederlands taalkundige

### 13 oktober
- Wilhelmus Josephus Jongmans (79), Nederlands botanicus

### 14 oktober
- Natanael Berg (78), Zweeds componist en dierenarts
- Renaat Van Den Kieboom (76), Belgisch politicus

### 15 oktober
- Henry Van de Velde (94), Belgisch kunstenaar en architect

### 16 oktober
- Ralph Benatzky (73), Oostenrijks componist

### 19 oktober
- Vere Gordon Childe (65), Australisch archeoloog

### 22 oktober
- Bok de Korver (74), Nederlands voetballer

### 23 oktober
- Abe Lyman (60), Amerikaans bandleider

### 24 oktober
- Christian Dior (52), Frans modeontwerper

### 25 oktober
- Albert Anastasia (55), Italiaans-Amerikaans crimineel
- Mary Beekman (73), Nederlands actrice
- Lord Dunsany (79), Iers schrijver

### 26 oktober
- Gerty Cori (61), Amerikaans biochemicus en Nobelprijswinnares
- Nikos Kazantzakis (74), Grieks schrijver
- Henry Augustus Pilsbry (94), Amerikaans bioloog
- Lawson Wood (79), Brits kunstenaar

### 27 oktober
- Herman Amelink (75), Nederlands vakbondsbestuurder en politicus
- Adrie Grootens (93), Nederlands kunstenaar

### 28 oktober
- Ernst Gräfenberg (76), Duits medicus

### 29 oktober
- Louis B. Mayer (75), Amerikaans filmproducent

### 30 oktober
- Will Lammert (75), Duits beeldhouwer
- Arnoldus van Walsum (67), Nederlands burgemeester

## November

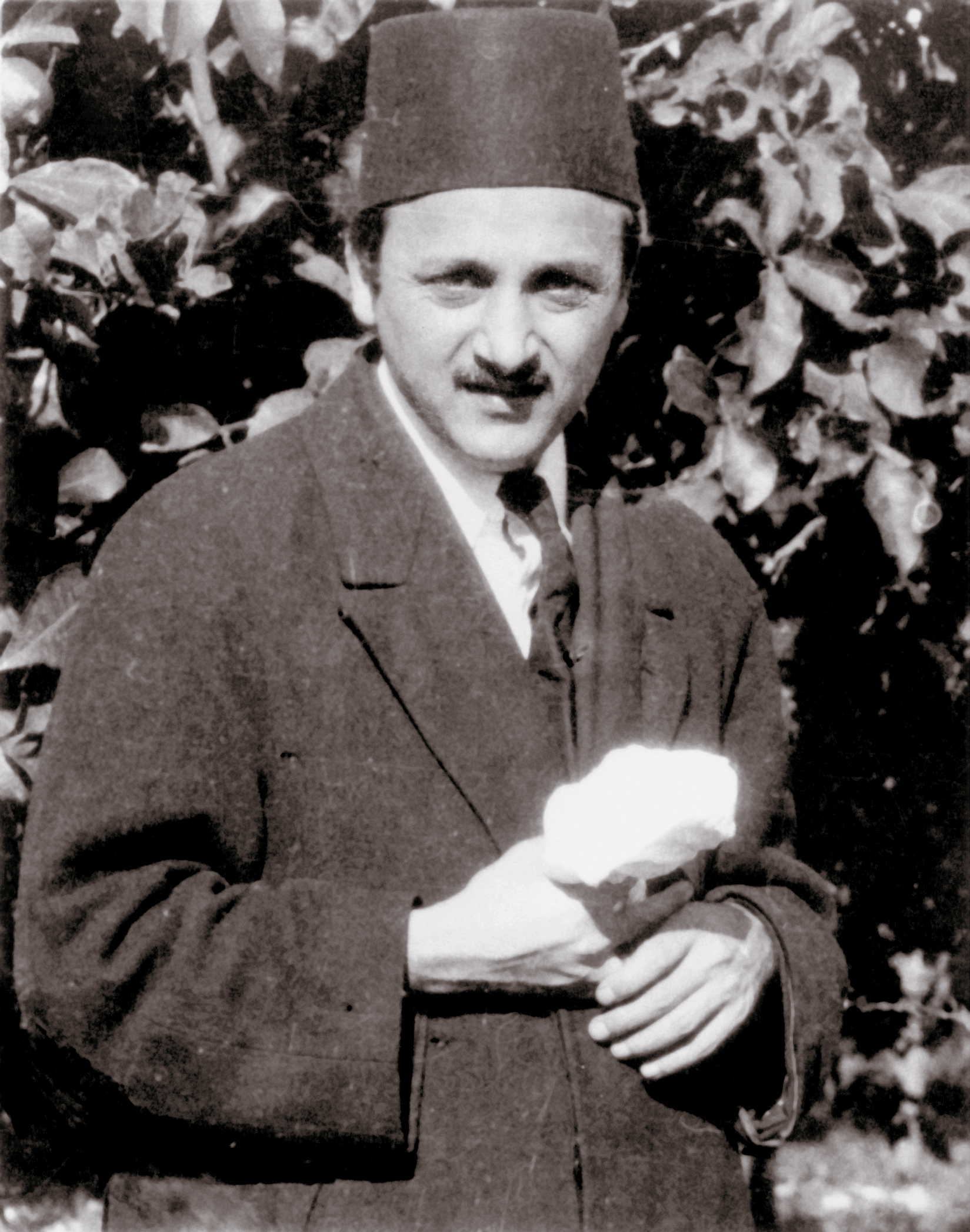
Shoghi Effendi
4 november

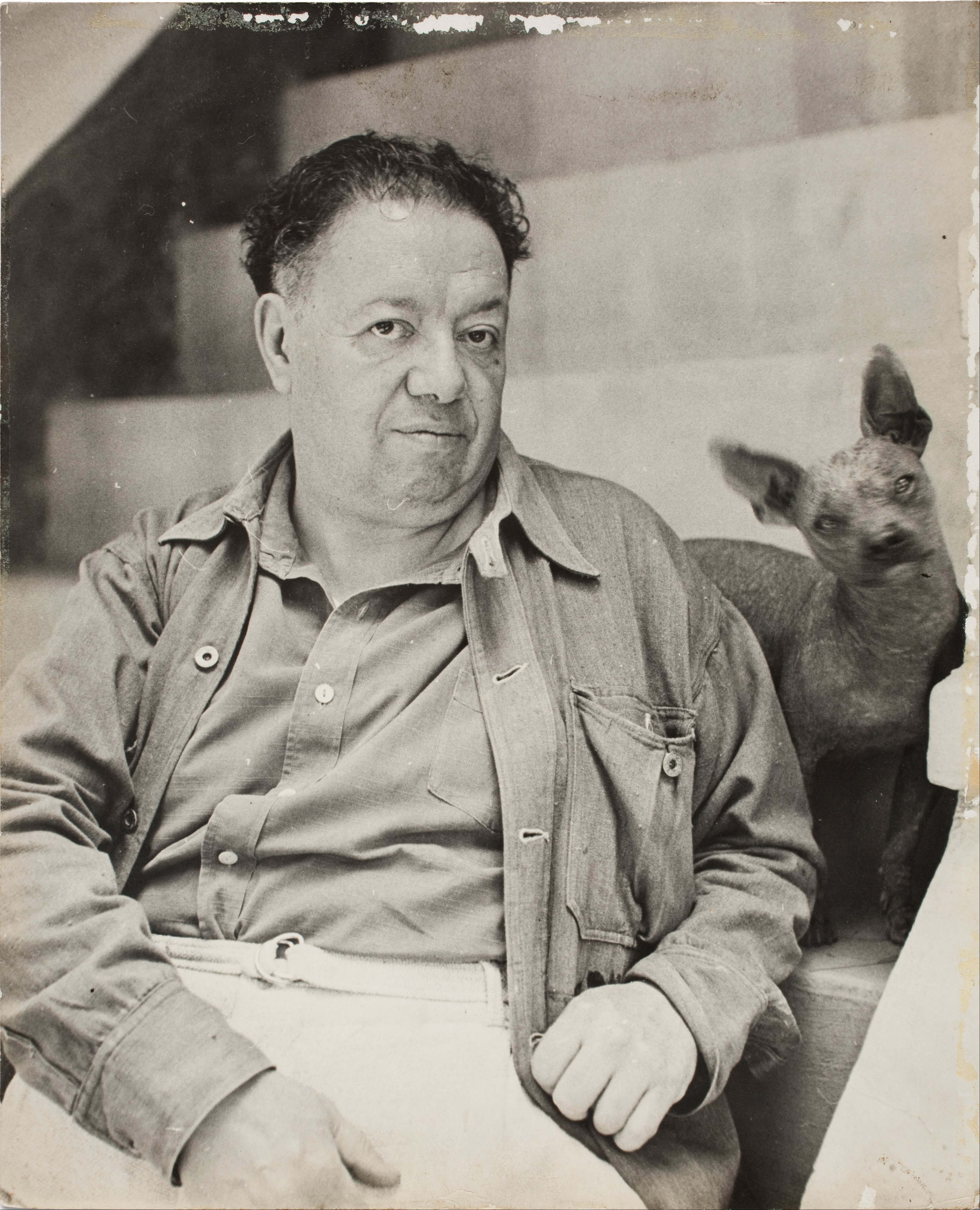
Diego Rivera
24 november

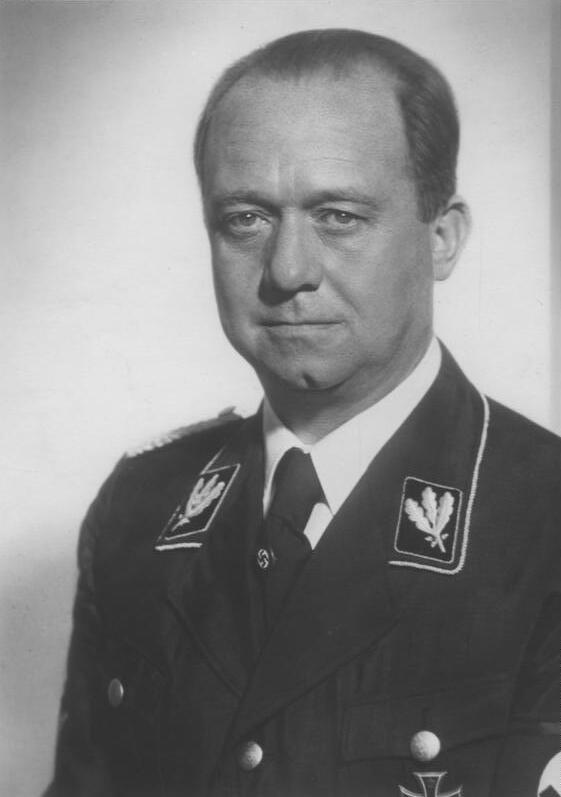
Paul Körner
29 november

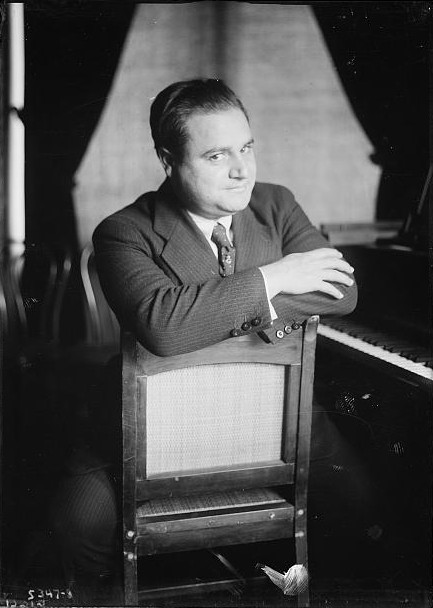
Beniamino Gigli
30 november

| 1 | 2 | 3 | 4 | 5 | 6 | 7 | 8 | 9 | 10 | 11 | 12 | 13 | 14 | 15 | 16 | 17 | 18 | 19 | 20 | 21 | 22 | 23 | 24 | 25 | 26 | 27 | 28 | 29 | 30 |
| - | - | - | - | - | - | - | - | - | -- | -- | -- | -- | -- | -- | -- | -- | -- | -- | -- | -- | -- | -- | -- | -- | -- | -- | -- | -- | -- |

### 2 november
- Max Gafner (65), Zwitsers politicus

### 3 november
- Wilhelm Reich (60), Oostenrijks-Amerikaans psychiater en natuurkundige

### 4 november
- Joseph Canteloube (78), Frans componist
- Shoghi Effendi (60), Iraans geestelijke

### 6 november
- Jacob Rudolf Johann Schut (54), Duits politicus en predikant

### 7 november
- Elisabeth Adriani-Hovy (84), Nederlands kunstschilder
- Leo Kierkels (74), Nederlands geestelijke
- Erhard Weiß (43), Duits schoonspringer

### 8 november
- Erwin Trojan (69), Tsjechisch componist

### 9 november
- Lodewijk Goemans (76), Belgisch politicus
- Peter O'Connor (83), Iers atleet

### 10 november
- Hans Brehme (53), Duits componist

### 13 november
- Wim Bekkers (67), Nederlands touwtrekker

### 14 november
- Albertus Lourens van Spengler (72), Nederlands burgemeester

### 16 november
- Dirk Boode (66), Nederlands kunstenaar

### 17 november
- Julius Gustaaf Arnout Koenders (71), Surinaams schrijver
- Wooden Joe Nicholas (64), Amerikaans jazzmusicus

### 19 november
- Gerard Wisse (84), Nederlands geestelijke

### 20 november
- Mstislav Doboezjinski (82), Russisch kunstschilder

### 21 november
- Jan Wessels Boer (54), Nederlands burgemeester
- Francis Burton Harrison (83), Amerikaans politicus

### 23 november
- Hermann Leibold (69), Duits voetballer

### 24 november
- Diego Rivera (70), Mexicaans schilder

### 25 november
- George van Griekenland (88), lid Griekse koningshuis

### 26 november
- Aleksej Remizov (80), Russisch schrijver
- Petros Voulgaris (73), Grieks politicus

### 27 november
- Margo Scharten-Antink (89), Nederlands schrijfster

### 29 november
- Paul Körner (64), Duits politicus
- Erich Korngold (60), Amerikaans componist
- Annie Wesling (68), Nederlands actrice

### 30 november
- Beniamino Gigli (67), Italiaans operazanger
- Adeodato Giovanni Piazza (73), Italiaans kardinaal

## December

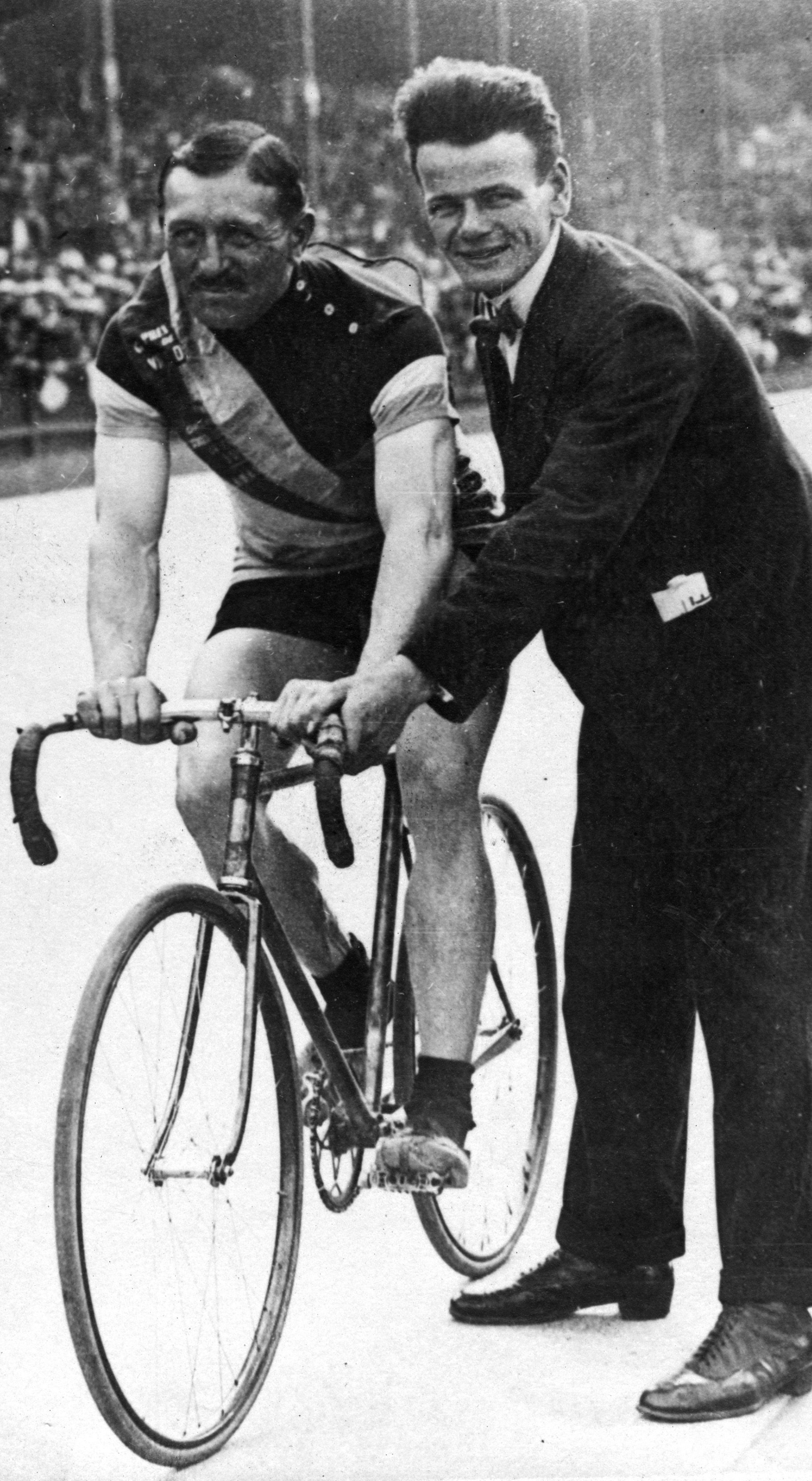
Maurice Peeters
5 december

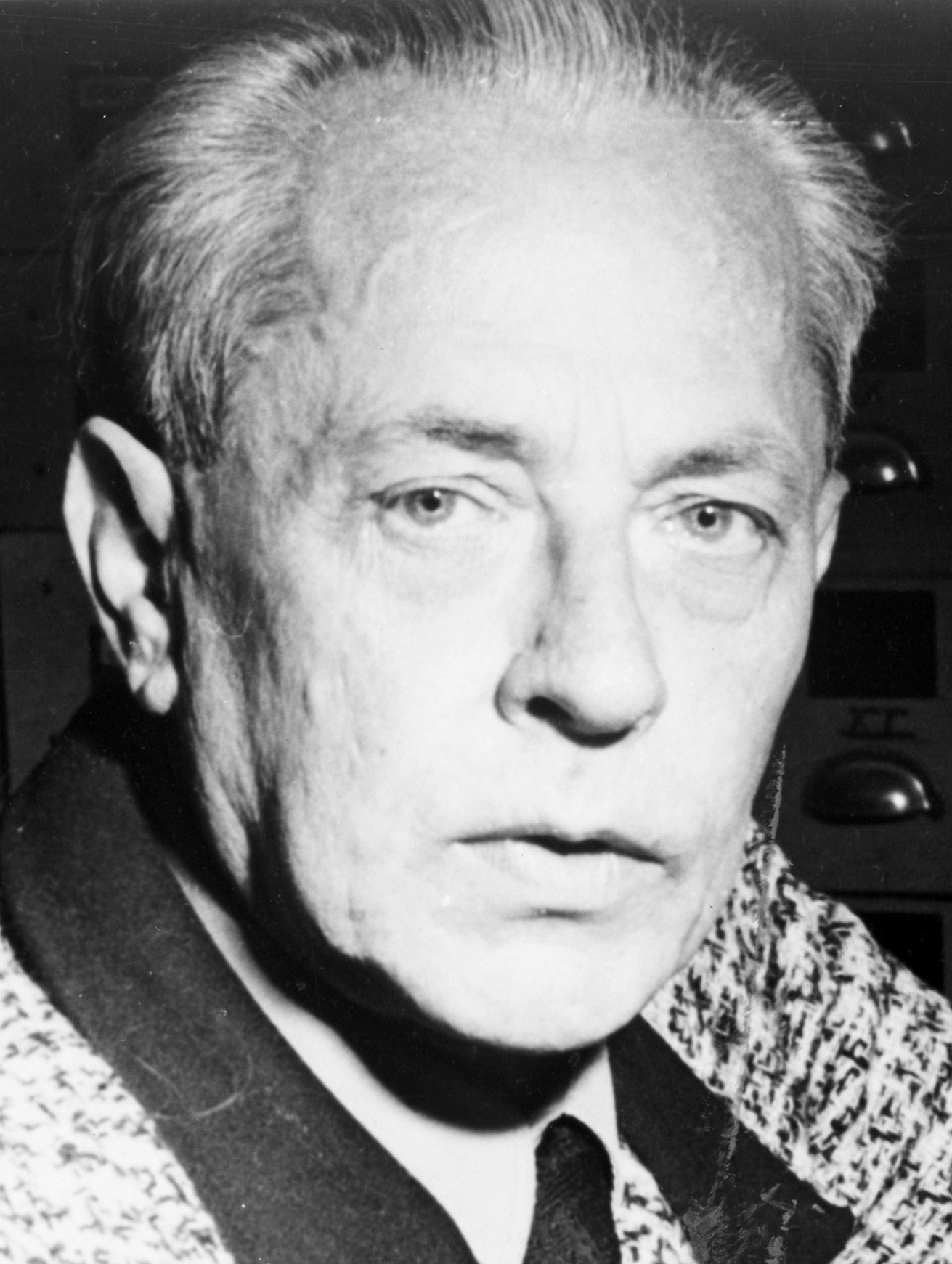
Heinrich Hoffmann
11 december

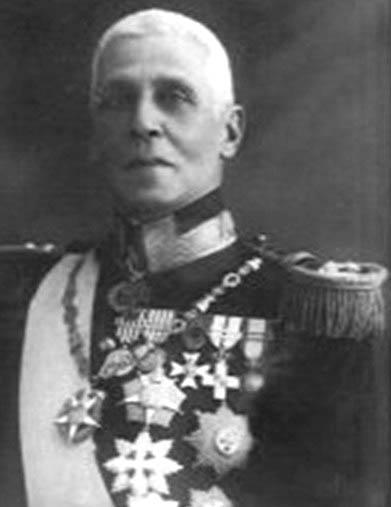
Domingos da Costa Oliveira
24 december

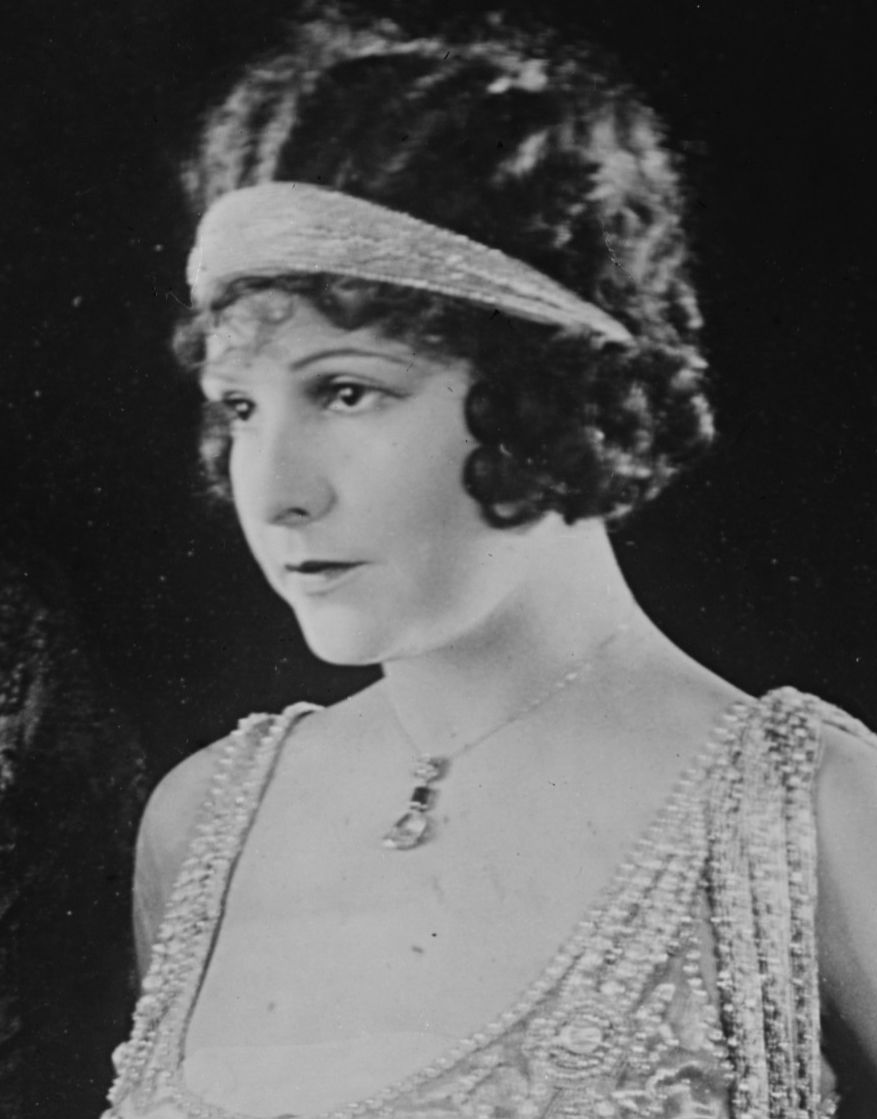
Norma Talmadge
24 december

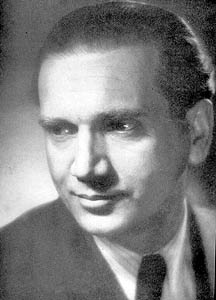
Artur Malawski
26 december

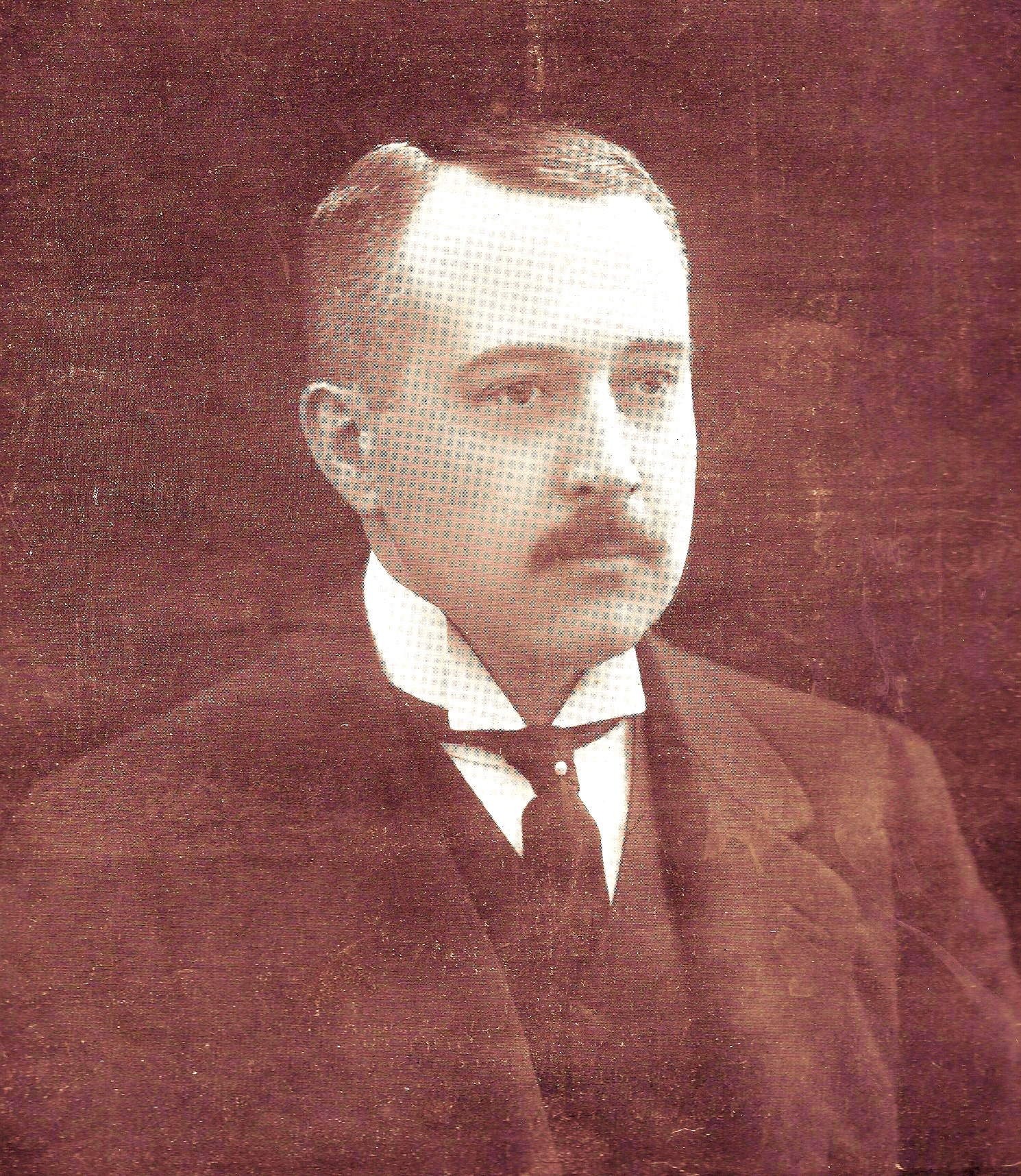
Aarnoud van Heemstra
30 december

| 1 | 2 | 3 | 4 | 5 | 6 | 7 | 8 | 9 | 10 | 11 | 12 | 13 | 14 | 15 | 16 | 17 | 18 | 19 | 20 | 21 | 22 | 23 | 24 | 25 | 26 | 27 | 28 | 29 | 30 | 31 |
| - | - | - | - | - | - | - | - | - | -- | -- | -- | -- | -- | -- | -- | -- | -- | -- | -- | -- | -- | -- | -- | -- | -- | -- | -- | -- | -- | -- |

### 5 december
- Guido Schmidt (56), Oostenrijks politicus
- Maurice Peeters (75), Nederlands wielrenner
- Willi Zincke (71), Duits voetballer

### 8 december
- Grigori Fedotov (41), Sovjet-voetballer
- Joep Packbiers (82), Nederlands handboogschutter

### 9 december
- Otto Landsberg (88), Duits politicus
- Achilles Moortgat (76), Belgische beeldhouwer en schilder

### 11 december
- Heinrich Hoffmann (72), Duits fotograaf
- Frederik van Iterson (80), Nederlands ingenieur
- Alois Röthlin (75), Zwitsers componist

### 12 december
- Robert Kurka (35), Amerikaans componist

### 13 december
- Carl Arthur Richter (74), Duits-Zwitsers componist

### 14 december
- Josef Lada (69), Tsjechisch kunstschilder en illustrator

### 17 december
- Dorothy L. Sayers (64), Brits schrijfster

### 18 december
- Max Nauta (61), Nederlands kunstschilder

### 20 december
- Jan Damen (59), Nederlands violist
- Walter Page (57), Amerikaans jazzmusicus
- Jan Peutz (71), Nederlands medicus
- Leendert C.K. Prins (70), Nederlands graficus

### 21 december
- Eric Coates (71), Brits componist

### 22 december
- Henricus Geurtjens (82), Nederlands missionaris

### 23 december
- Joseph Timmermans (81), Nederlands beeldhouwer

### 24 december
- Domingos da Costa Oliveira (84), Portugees politicus
- Norma Talmadge (63), Amerikaans actrice

### 25 december
- Pierre van der Plancke (77), Belgisch burgemeester

### 26 december
- Artur Malawski (53), Pools componist

### 27 december
- Louis Hasselmans (79), Frans cellist en dirigent

### 29 december
- Maurice Pic (91), Frans entomoloog

### 30 december
- Aarnoud van Heemstra (86), Nederlands jurist en politicus
- Václav Mrázek (32), Tsjechisch moordenaar

1900 ·
1901 ·
1902 ·
1903 ·
1904 ·
1905 ·
1906 ·
1907 ·
1908 ·
1909 ·
1910 ·
1911 ·
1912 ·
1913 ·
1914 ·
1915 ·
1916 ·
1917 ·
1918 ·
1919 ·
1920 ·
1921 ·
1922 ·
1923 ·
1924 ·
1925 ·
1926 ·
1927 ·
1928 ·
1929 ·
1930 ·
1931 ·
1932 ·
1933 ·
1934 ·
1935 ·
1936 ·
1937 ·
1938 ·
1939 ·
1940 ·
1941 ·
1942 ·
1943 ·
1944 ·
1945 ·
1946 ·
1947 ·
1948 ·
1949 ·
1950 ·
1951 ·
1952 ·
1953 ·
1954 ·
1955 ·
1956 ·
1957 ·
1958 ·
1959 ·
1960 ·
1961 ·
1962 ·
1963 ·
1964 ·
1965 ·
1966 ·
1967 ·
1968 ·
1969 ·
1970 ·
1971 ·
1972 ·
1973 ·
1974 ·
1975 ·
1976 ·
1977 ·
1978 ·
1979 ·
1980 ·
1981 ·
1982 ·
1983 ·
1984 ·
1985 ·
1986 ·
1987 ·
1988 ·
1989 ·
1990 ·
1991 ·
1992 ·
1993 ·
1994 ·
1995 ·
1996 ·
1997 ·
1998 ·
1999 ·
2000 ·
2001 ·
2002 ·
2003 ·
2004 ·
2005 ·
2006 ·
2007 ·
2008 ·
2009 ·
2010 ·
2011 ·
2012 ·
2013 ·
2014 ·
2015 ·
2016 ·
2017 ·
2018 ·
2019 ·
2020 ·
2021 ·
2022 ·
2023 ·
2024 ·
2025